# Matemàtiques i art
Les matemàtiques i l'art estan relacionades de diverses maneres en molts àmbits. De fet, és freqüent trobar les matemàtiques descrites com un art a causa de la bellesa o l'elegància de moltes de les seves formulacions i es pot trobar fàcilment la seva presència en manifestacions com ara ho són la música, la dansa, la pintura, l'arquitectura, l'escultura o bé les arts tèxtils.
Aquest article se centra en la influència de les matemàtiques i els matemàtics més pròspers de la història en les arts visuals. Al llarg de la història, milers d'artistes han pres les matemàtiques com les seves eines més properes per desenvolupar el seu art. Les proporcions (com ho és per exemple la proporció àuria), les simetries, els nombres irracionals i molts més àmbits de les matemàtiques han estat els veritables encarregats de l'art.
Les matemàtiques i l'art tenen una llarga relació històrica. Està documentada l'existència d'artistes matemàtics des del segle IV a. C., quan l'escultor grec Policlet va escriure el seu "Cànon", prescrivint proporcions basades en la relació 1:√2 per al nu masculí ideal. Curiosament, cada vegada són més freqüents presumptes evidències de l'ús del nombre auri en l'art i l'arquitectura antiga, sense bases fiables que recolzin aquestes teories. En el Renaixement italià, Lucca Pacioli, important economista del moment i precursor de la comptabilitat economicofinancera, va escriure l'influent tractat De divina proportione (1509), il·lustrat amb gravats en fusta realitzats per Leonardo da Vinci, sobre l'ús de la proporció àuria en l'art. Un altre pintor italià, Piero della Francesca, va desenvolupar les idees d'Euclides sobre la perspectiva en tractats com De Prospectiva Pingendi i en les seves pròpies pintures. El gravador Albrecht Dürer va efectuar nombroses referències a les matemàtiques en la seva obra, amb treballs com a Malenconia I. En els temps moderns, l'artista gràfic M. C. Escher va fer un ús intensiu de la tessel·lació i de la geometria hiperbòlica amb l'ajuda del matemàtic Harold Scott MacDonald Coxeter, mentre que el moviment De Stijl liderat per Theo van Doesburg i Piet Mondrian va abastar explícitament les formes geomètriques. Les matemàtiques han inspirat les arts tèxtils tals com el quilting, el punt, el punt de creu, el 'ganxet', el brodat, la teixidura, les catifes i altres creacions com el kilim. En l'art islàmic, les simetries són evidents en formes tan variades com el girih persa i el taulell zellige marroquí, les pantalles mogoles jali de pedra perforada i les voltes decorades amb mocàrab, molt típic del moment.
L'influx directe de les matemàtiques sobre l'art s'evidencia en l'ús d'eines conceptuals com la perspectiva, l'anàlisi de la simetria i en la presència de diverses obres d'objectes matemàtics que han exercit una especial atracció sobre artistes de diferents èpoques, com ara els poliedres o la banda de Möbius. Magnus Wenninger va crear poliedres estelats colorits, originalment com a models per a l'ensenyament pedagògic.
Conceptes matemàtics com ara la recursivitat i les paradoxes lògiques es poden veure en les pintures de René Magritte i en obres del gravador M. C. Escher. L'art computacional sovint fa ús de fractals, inclòs el conjunt de Mandelbrot, i, de vegades, explora altres objectes matemàtics com els autòmats cel·lulars. De forma controvertida, lligant l'òptica amb la pintura, l'artista David Hockney ha argumentat que des del Renaixement d'ara endavant la majoria dels artistes van utilitzar la càmera lúcida per dibuixar representacions precises d'escenes; i l'arquitecte Philip Steadman va argumentar de manera similar que Johannes Vermeer va usar la cambra obscura en la síntesi de les seves obres pintoresques.
Altres relacions inclouen l'anàlisi algorítmica de les obres d'art mitjançant la fluorescència de rajos X, o la troballa que els bàtik tradicionals de diferents regions de l'illa de Java tenen composicions fractals. L'art ha servit en ocasions com a estímul per a la recerca matemàtica, especialment en el cas de la teoria de la perspectiva de Filippo Brunelleschi, que finalment va portar a Girard Desargues al desenvolupament de la geometria projectiva. Una visió persistent, basada en última instància en la noció pitagòrica d'harmonia en la música, sosté que l'univers està organitzat segons relacions numèriques, que Déu és el geòmetra del món i que, per tant, la geometria és sagrada, tal com queda reflectit en obres d'art com L'ancià dels dies de William Blake.

## Orígens: des de l'antiga Grècia fins al Renaixement

### Cànonisimetriade Policlet
Policlet el major (c. 450–420 a. C.) va ser un escultor grec de l'escola d'Argos, contemporani de Fídies. Era probablement d'Argos per ciutadania i de Sició per naixement. Fou un dels escultors més destacats i fou també arquitecte i artista. La temàtica de les seves estàtues de bronze consistia principalment en atletes. Segons el filòsof i matemàtic Xenòcrates, Policlet està classificat com un dels escultors més importants de l'antiguitat clàssica pel seu treball en el Dorífor i en l'estàtua d'Hera en el Hereòn d'Argos. Mentre que les seves escultures poden no ser tan famoses com les de Fídies, també són molt admirades. En el seu "Cànon", un tractat que va escriure per documentar les proporcions "perfectes" de l'anatomia del nu masculí, Policlet va introduir un enfocament matemàtic per esculpir el cos humà.

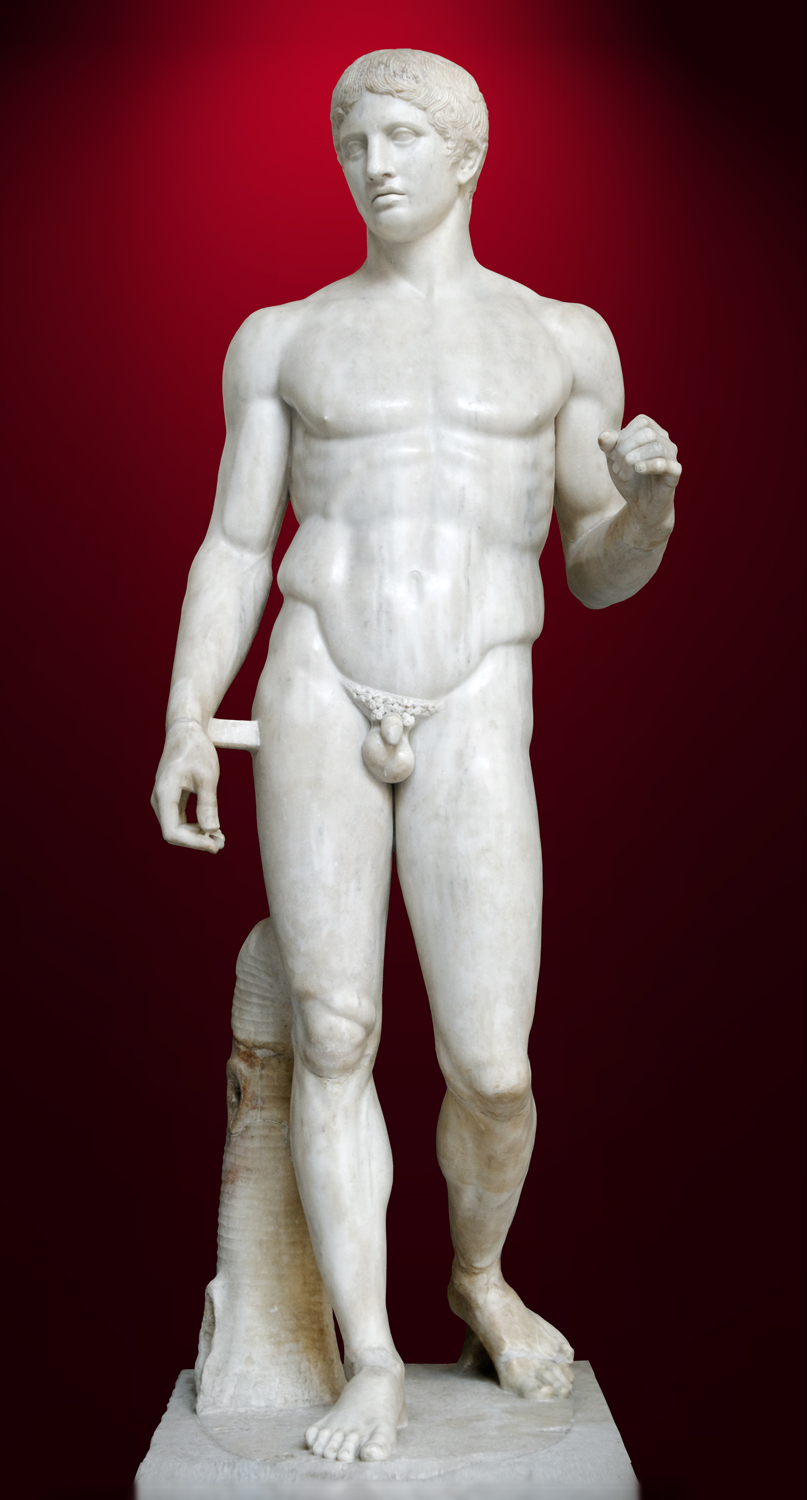
Còpia romana en marbre del Doríforo, originalment un bronze obra de Policlet

Utilitzava la longitud de la falange del menovell de la mà com el mòdul bàsic per determinar les proporcions del cos humà. Policlet multiplicava la longitud de la falangeta per l'arrel quadrada de dues (√2) per obtenir la distància de la segona falange (falangina) i multiplicava la longitud novament per √2 per obtenir la longitud de la tercera falange. A continuació, prenia la longitud del menovell i la multiplica per √2 per obtenir la longitud del palmell des de la base del dit fins al cúbit. Aquesta sèrie geomètrica de mesures avança fins a formar el braç, el tòrax i el cos complet amb totes les seves parts.
La influència del "Cànon" de Policlet és immensa en l'escultura de l'antiga Grècia, Roma i el Renaixement, i nombrosos escultors van seguir les seves prescripcions. Si bé no es conserva cap de les obres originals de Policlet, les còpies romanes mostren el seu ideal de perfecció física i precisió matemàtica. Alguns estudiosos argumenten que el pensament pitagòric va influir en el "Cànon" de Policlet, on s'apliquen els conceptes matemàtics bàsics de la geometria grega, com la relació, la proporció i la simetria (en grec significa "harmonia en les proporcions") i els converteix en un sistema capaç de descriure la forma de l'ésser humà a través d'una sèrie de progressions geomètriques contínues.

## Perspectiva i proporció
En l'antiguitat clàssica, en lloc d'ajustar la grandària de les figures d'una composició d'acord amb la seva distància a l'observador (segons les regles de la perspectiva), els pintors establien la grandària d'objectes i figures segons la seva importància temàtica. En l'Edat mitjana, alguns artistes van usar la perspectiva invertida per donar una èmfasi especial a determinats motius. El matemàtic musulmà Alhacén (Ibn al-Haytham) va descriure una teoria geomètrica de l'òptica en el seu "Llibre d'Òptica" el 1021, però mai la va aplicar a l'art. El Llibre d'òptica (en àrab كتاب المناظر, Kitāb al-Manāẓir; en llatí De Aspectibus o Perspectiva; en italià Deli Aspecti) és un tractat en set volums sobre òptica i sobre altres camps del saber, escrit per l'estudiós medieval Ibn al-Tàrafa (965– c.1040).

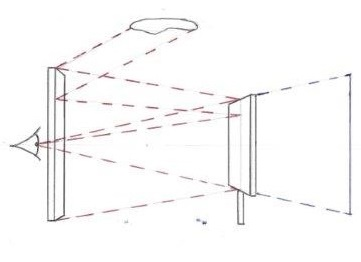
Experiment de Brunelleschi sobre la perspectiva

El Renaixement va veure el ressorgir de les idees gregues i romanes clàssiques en la cultura, inclòs l'estudi de les matemàtiques per comprendre la naturalesa i l'art. Dos motius principals van portar als artistes de finals de l'Edat Mitjana i del Renaixement cap a les matemàtiques: en primer lloc, els pintors necessitaven descobrir com representar escenes tridimensionals en un llenç bidimensional; i en segon lloc, tant els filòsofs com els artistes estaven convençuts que les matemàtiques eren la veritable essència del món físic i que tot l'univers, incloses les arts, podia explicar-se en termes geomètrics.
miniatura
Els fonaments de la perspectiva van arribar amb Giotto (1266/7-1337), qui va intentar dibuixar en perspectiva utilitzant un mètode algebraic per determinar la ubicació de les línies distants. Iotto di Bondone (més conegut simplement com a Giotto, ca. 1267, Vicchio - 8 de gener de 1337, Florència) va ser un pintor i arquitecte italià. Se'l considera el primer d'una sèrie de grans artistes que van contribuir a desenvolupar el Renaixement italià. També és un dels primers pintors que representava expressions d'emocions i un espai tridimensional. El 1415, l'arquitecte italià Filippo Brunelleschi i el seu amic Leon Battista Alberti van demostrar a Florència el mètode geomètric necessari per aplicar la perspectiva, utilitzant el principi de semblança tal com ho va formular Euclides per determinar l'altura aparent d'objectes distants. Encara que s'han perdut les pintures en perspectiva de Brunelleschi, els frescos de Masaccio de la Santíssima Trinitat mostren els seus principis en funcionament.
Piero De Benedetto Dei Franceschi (Sansepolcro, Toscana, 1416-1492) va ser un pintor del Quattrocento italià, conegut pel seu àlies Piero della Francesca. També fou geòmetra i matemàtic. És un dels principals i fonamentals personatges pel Renaixement, tot i que mai va treballar pels Mèdici i, a més, només passà un any a Florència. El pintor italià Paolo Uccello (1397-1475) estava fascinat per la perspectiva, com es mostra en les seves pintures de la Batalla de San Romano (c. 1435–1460): les llances trencades convergeixen convenientment segons línies de perspectiva. Les seues obres més conegudes són tres pintures que representen la Batalla de san Romano (durant molt de temps anomenades erròniament Batalla de Sant' Egidio de 1416).
El pintor Piero della Francesca (c. 1415–1492) va exemplificar aquest nou canvi en el pensament del Renaixement italià, conjuminant la seva condició d'artista amb la d'expert matemàtic i geòmetra, autor de llibres sobre la geometria de l'espai i la perspectiva, incloent De Prospectiva pingendi (Sobre la perspectiva per pintar), Trattato d'Abaco (Tractat de l'Àbac), i De corporibus regularibus (Sobre els Sòlids Regulars).
L'historiador Giorgio Vasari en la seva obra Les vides dels més excel·lents arquitectes, pintors i escultors italians flama a Piero el "geòmetra més gran del seu temps, o potser de qualsevol època". L'interès de Piero della Francesca per la perspectiva es pot veure en les seves pintures, incloent el Políptic de Sant Antoni, el Retaule de Sant Agostino i Crist en la columna. El seu treball sobre geometria va influir en matemàtics i artistes posteriors, inclòs Luca Pacioli en la seva obra De divina proportione i sobre Leonardo da Vinci (home polimàtic del Renaixement Italià). Va estudiar matemàtiques clàssiques i els treballs d'Arquimedes, i va aprendre aritmètica comercial en "escoles de l'àbac". El format dels seus escrits recorda al dels llibres de text de l'escola de l'àbac, seguint molt possiblement l'estil de l'influent Liber abaci, publicat en 1202 per Leonardo de Pisa (Fibonacci). La irrupció de la perspectiva lineal al món artístic ja era un fet. Alberti va explicar en el seu tractat de 1435 De pictura que: "Els rajos de llum viatgen en línia recta des dels punts en l'escena observada fins a l'ull, formant una espècie de piràmide amb l'ull com a vèrtex". Una pintura construïda mitjançant la perspectiva lineal és una secció transversal d'aquesta piràmide.
En "De Prospectiva Pingendi", Piero va transformar les seves observacions empíriques de la forma en què els aspectes d'una figura canvien amb el punt de vista en proves matemàtiques. El seu tractat sorgeix del treball d'Euclides: defineix el punt com "la cosa més petita que és possible que l'ull comprengui". Utilitza el raonament deductiu per guiar al lector a la representació en perspectiva d'un cos tridimensional.

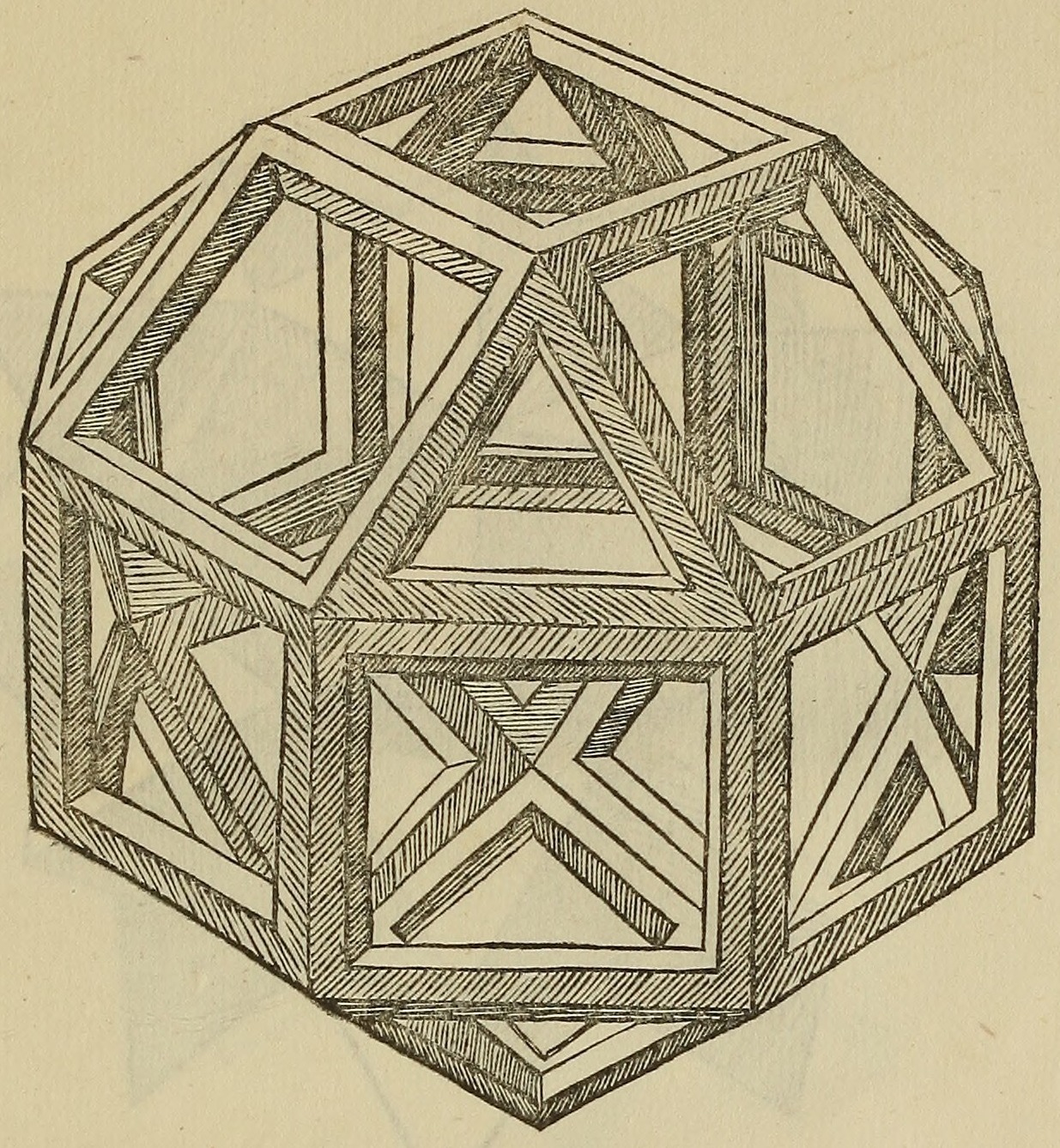
Rombicuboctaedre buit en perspectiva, obra de Leonardo

David Hockney, OM, CH (n. 9 de juliol de 1937) és un pintor, projectista, escenògraf, impressor, i fotògraf, nascut a Anglaterra, que viu a Los Angeles, Califòrnia. És un important contribuent del Pop Art anglès dels anys 1960. L'artista David Hockney va argumentar en el seu llibre Coneixement secret: redescobrint les tècniques perdudes dels antics mestres que els artistes van començar a usar una càmera lúcida a partir de la dècada de 1420, la qual cosa va donar com a resultat un canvi sobtat en la precisió i en el realisme, i que aquesta pràctica va ser continuada pels principals artistes, inclosos Ingres, Van Eyck i Caravaggio. Els crítics no es posen d'acord en si la tesi de Hockney és correcta. De la mateixa manera, l'arquitecte Philip Steadman va argumentar de manera controvertida que Johannes Vermeer havia usat un dispositiu diferent, una cambra obscura, per ajudar-li a crear les seves pintures amb la seva distintiva forma d'observació dels motius representats.
El 1509, Luca Pacioli (c. 1447-1517) va publicar De divina proportione sobre la relació de les matemàtiques i l'art a través de la proporció, abordant fins i tot per aquest mètode qüestionis com la representació del rostre humà. Leonardo da Vinci (1452–1519) va il·lustrar el text amb gravats de sòlids regulars mentre estudiava amb Pacioli en la dècada de 1490. Els dibuixos de Leonardo són probablement les primeres il·lustracions realistes de sòlids geomètrics reduïts a una armadura de gruixudes arestes. Figures com el rombicuboctaedro van ser de les primeres a ser dibuixades d'aquesta manera per demostrar la perspectiva, mitjançant la superposició de les arestes situades en primer pla sobre les del fons, que podien al seu torn veure's pels buits de les cares. El treball discuteix la perspectiva en els treballs de Piero della Francesca, Melozzo dona Forlì i Marco Palmezzano.
Leonardo Da Vinci va estudiar la "Summa" de Pacioli, de la qual va copiar les taules de proporcions. En La Gioconda i en L'Últim Sopar, va incorporar una perspectiva lineal amb un punt de fugida per obtenir una aparença de profunditat. L'Últim Sopar es va idear amb una proporció estreta de 12:6:4:3, igual que la L'escola d'Atenes de Rafael, que inclou a Pitàgores amb unes taules de proporcions ideals, sagrades per als pitagòrics. En l'Home de Vitruvi, Leonardo va expressar les idees de l'arquitecte romà Vitruvi, mostrant de manera innovadora la figura masculina, centrant-la en un cercle i en un quadrat.
Ja al segle xv, la perspectiva curvilínia va trobar el seu camí en les pintures d'artistes interessats en les distorsions de la imatge. El Retrat de Giovanni Arnolfini i la seva esposa, pintat per Jan van Eyck en 1434, conté un mirall convex amb reflexos de les persones en l'escena, mentre que Parmigianino, en el seu Autoretrat en un mirall convex (c. 1523–1524), mostra la cara gairebé sense distorsió de l'artista al centre, amb un fons molt corbat i la mà de l'artista al voltant de la vora.

L'espai tridimensional pot representar-se de manera convincent en l'art, com en el dibuix tècnic, per mitjans diferents a la perspectiva. Els sistemes de projecció obliqua, inclosa la perspectiva cavallera (utilitzada per artistes militars francesos per representar fortificacions al segle xviii), van ser utilitzats de forma contínua i ubíqua per artistes xinesos des del primer o segon segle fins al segle xviii. Els xinesos van adquirir la tècnica de l'Índia, que la va adquirir de l'Antiga Roma. La projecció obliqua també apareix en l'art japonès, com en les pintures Ukiyo-i de Torii Kiyonaga (1752–1815).

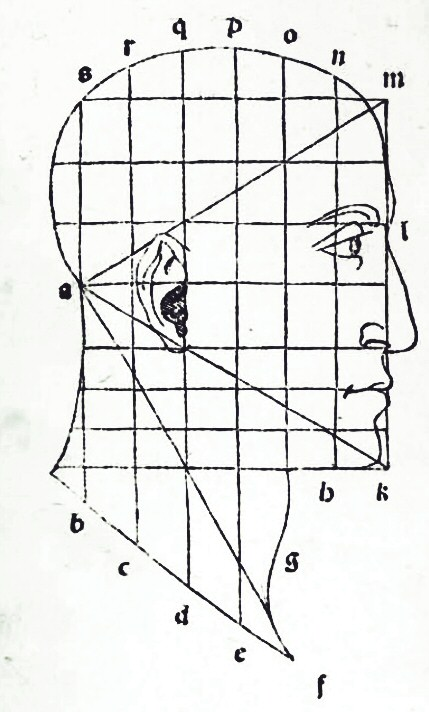
Gravat de Luca Pacioli de De divina proportione (1509) amb un triangle equilàter sobre el rostre humà
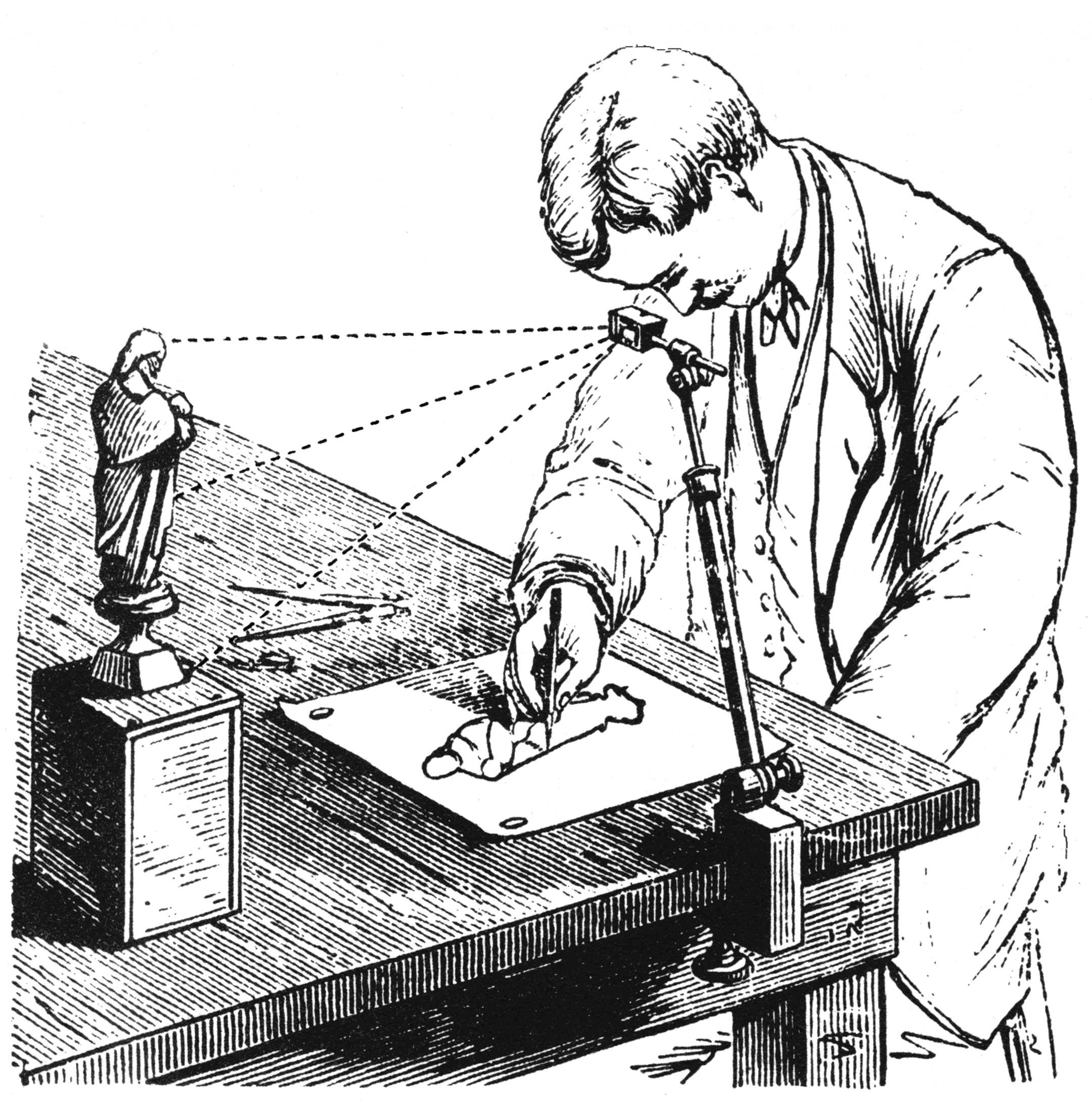
Càmera lúcida en us. Scientific American, 1879
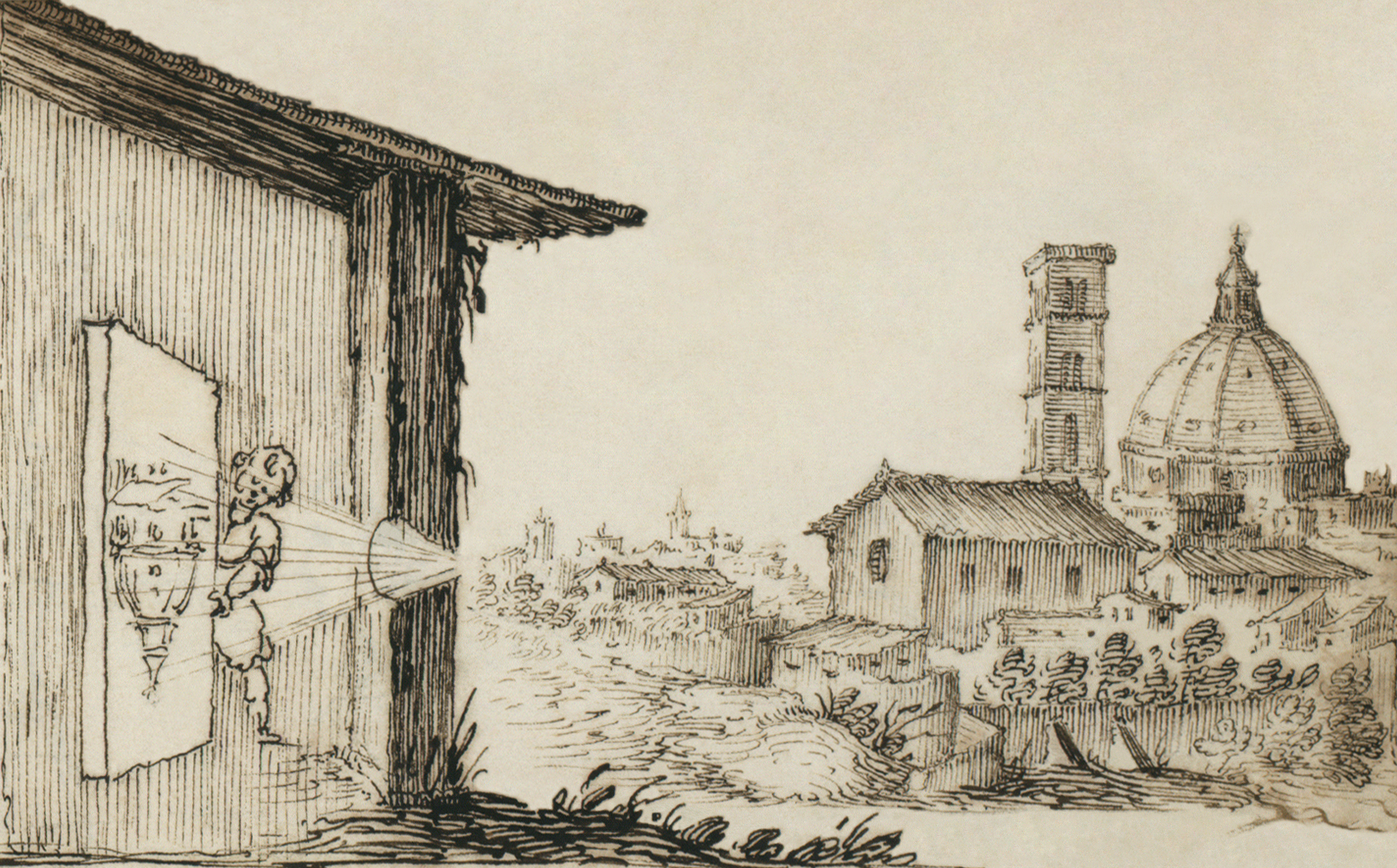
Il·lustració d'un artista utilitzant una cambra obscura. Segle XVII
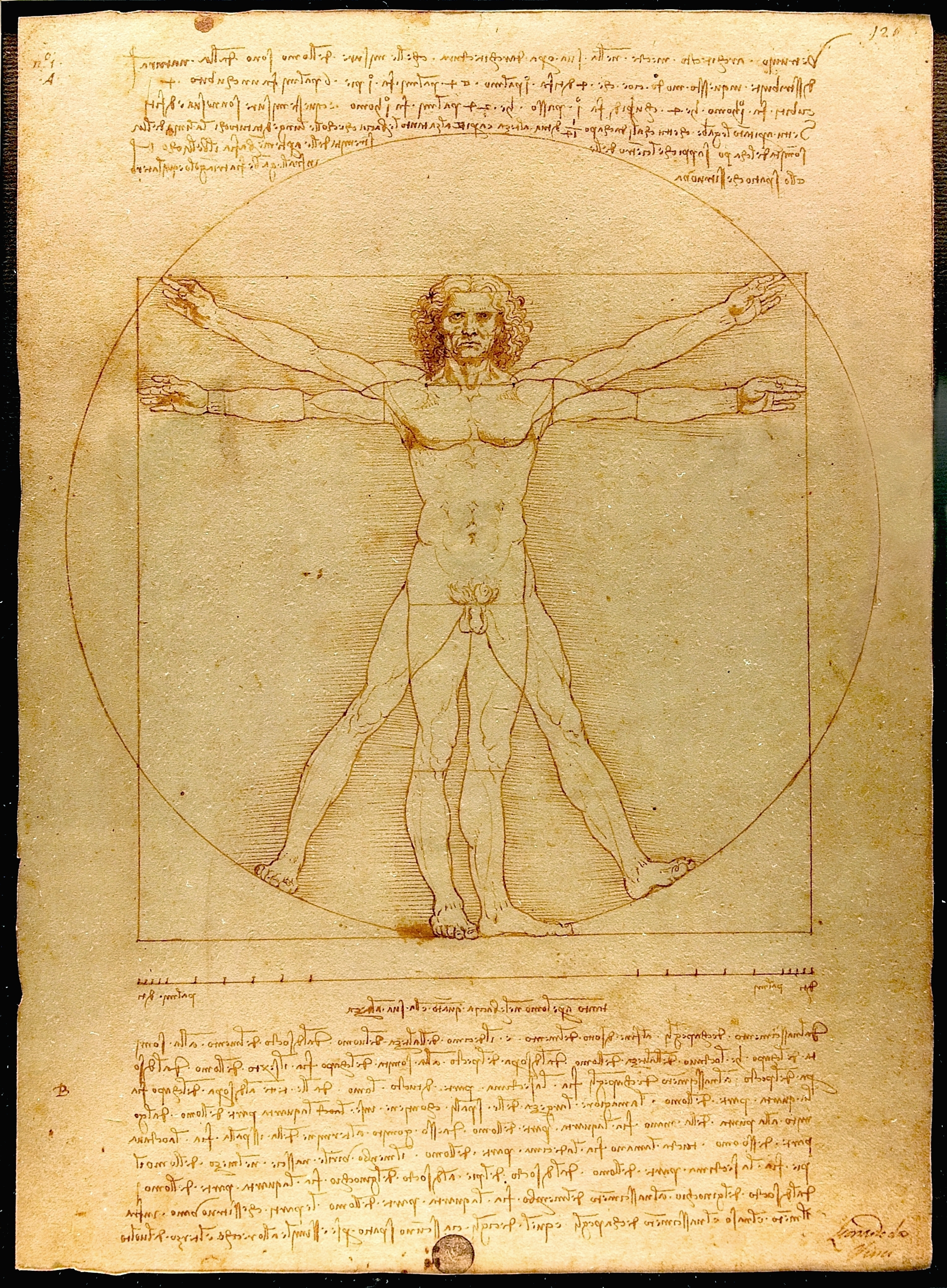
Proporció: l'home de Vitruvi de Leonardo, c. 1490
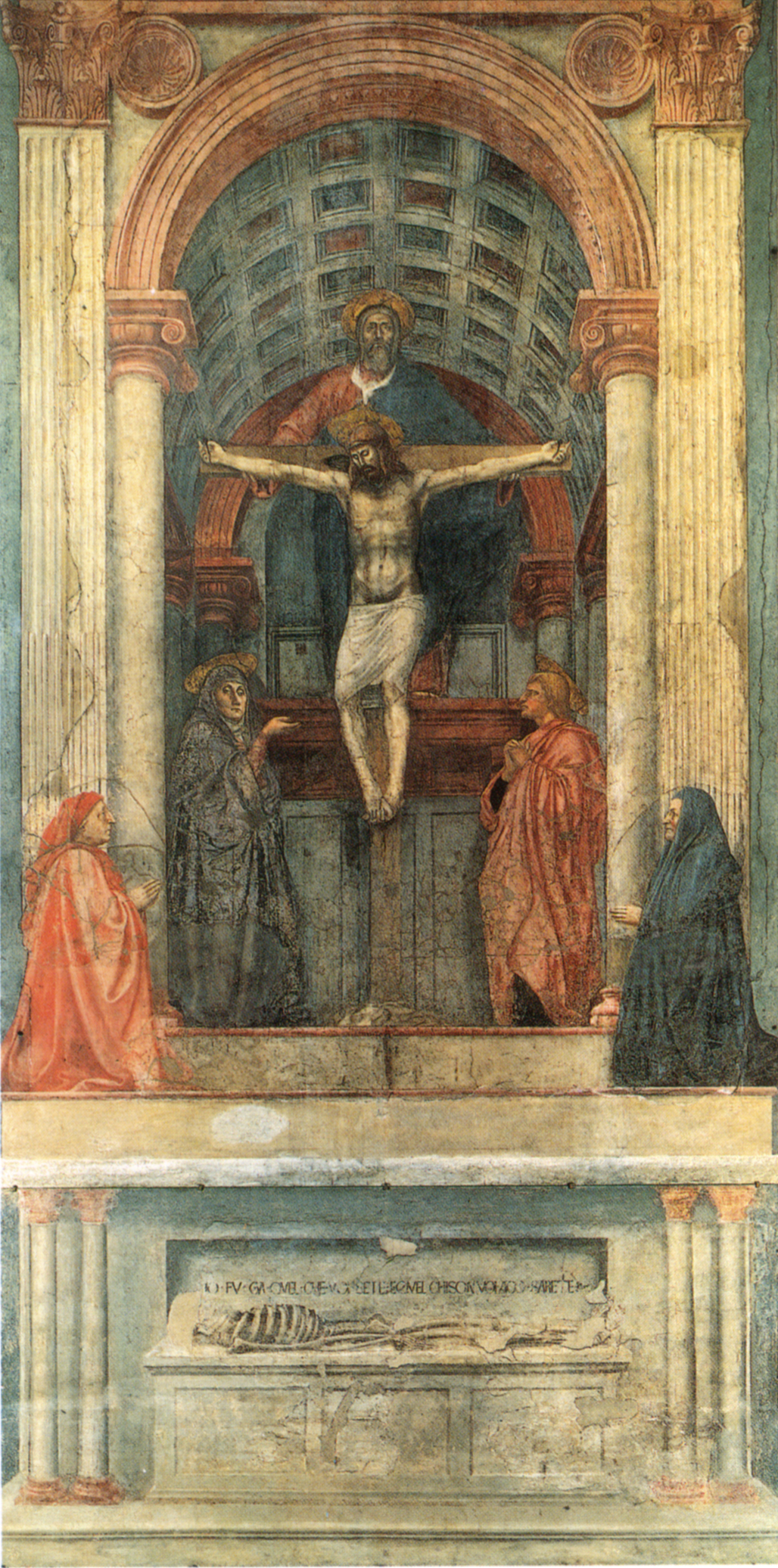
Teoría de la perspectiva de Filippo Brunelleschi: la Santíssima Trinitat de Masaccio, c. 1426–1428, a la Basílica de Santa Maria Novella
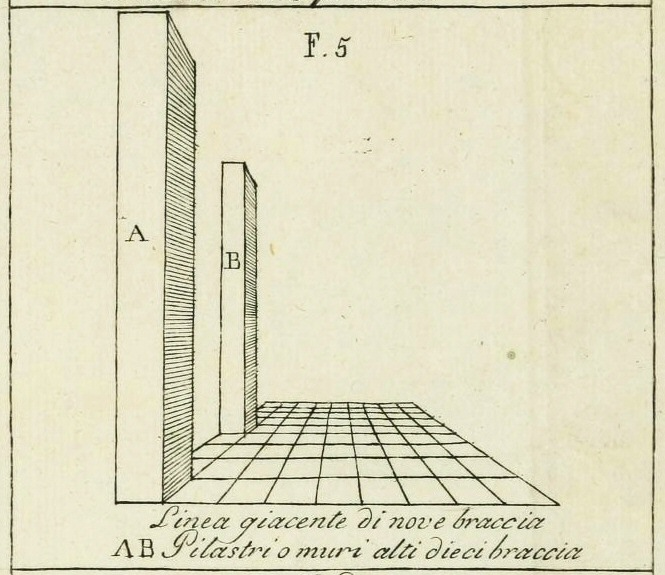
Diagrama de Leon Battista Alberti de la seva obra De pictura (1435), amb pilars en perspectiva sobre una quadrícula
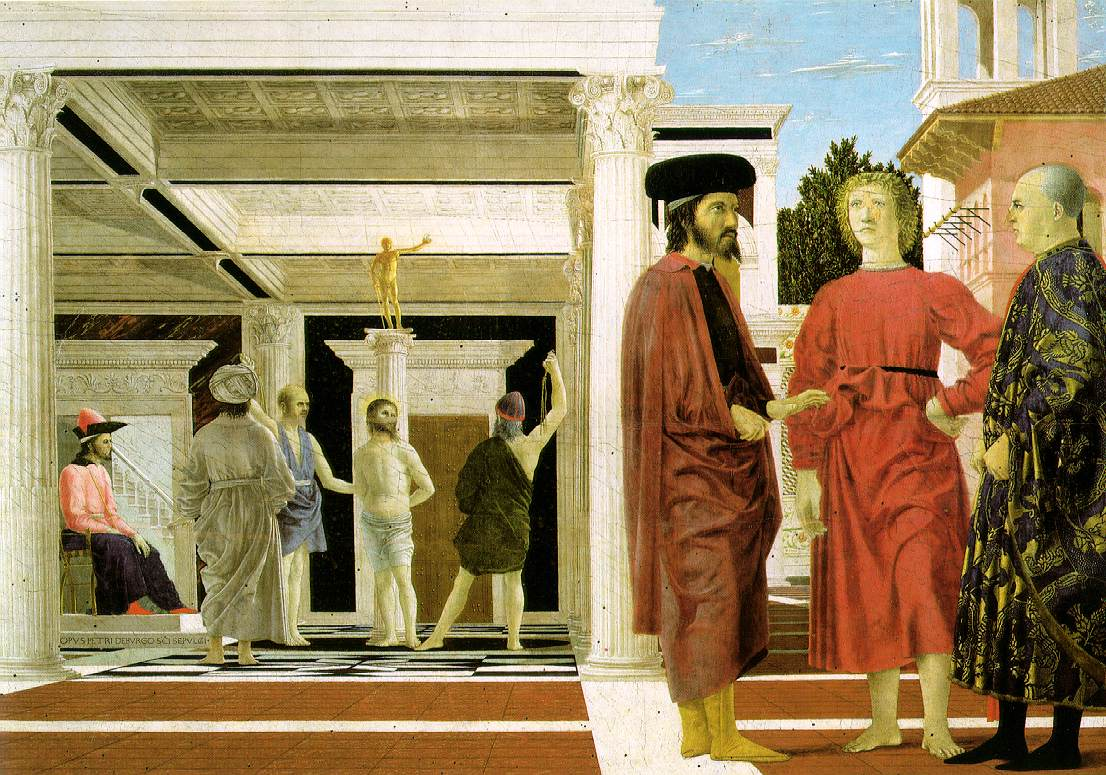
Perspectiva de Piero della Francesca en La flagelació de Crist, c. 1455–1460
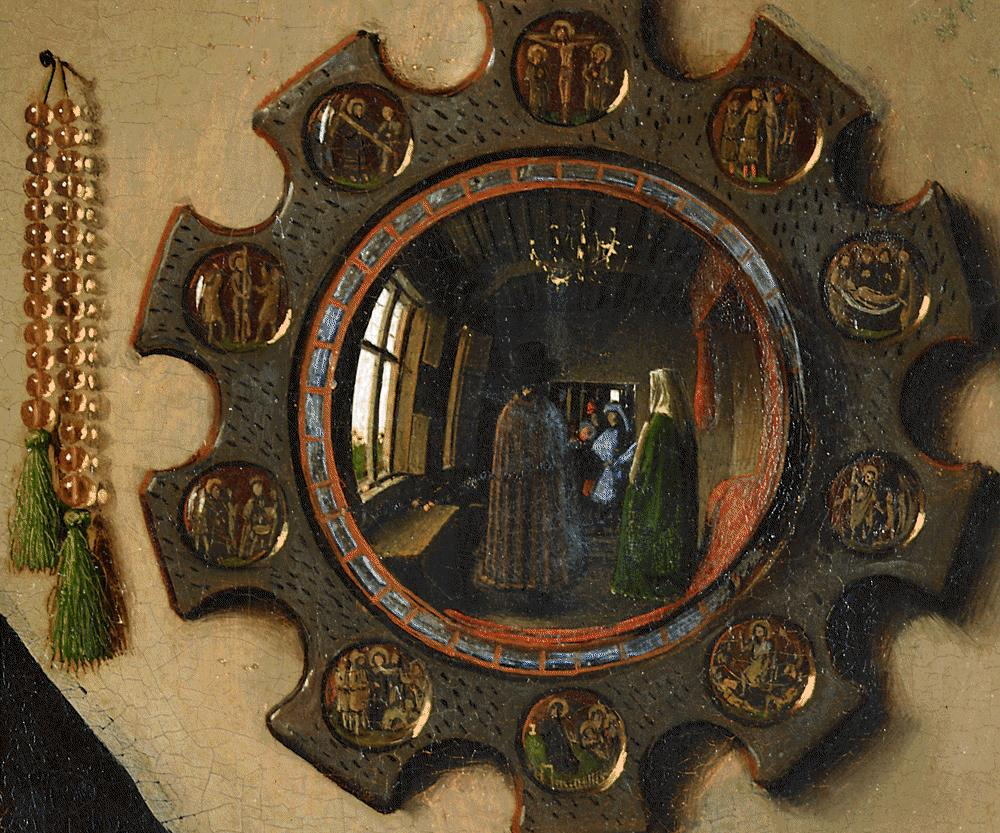
Perspectiva curvilínia: mirall corbat en el Retrat de Giovanni Arnolfini i la seva esposa de Jan van Eyck, 1434
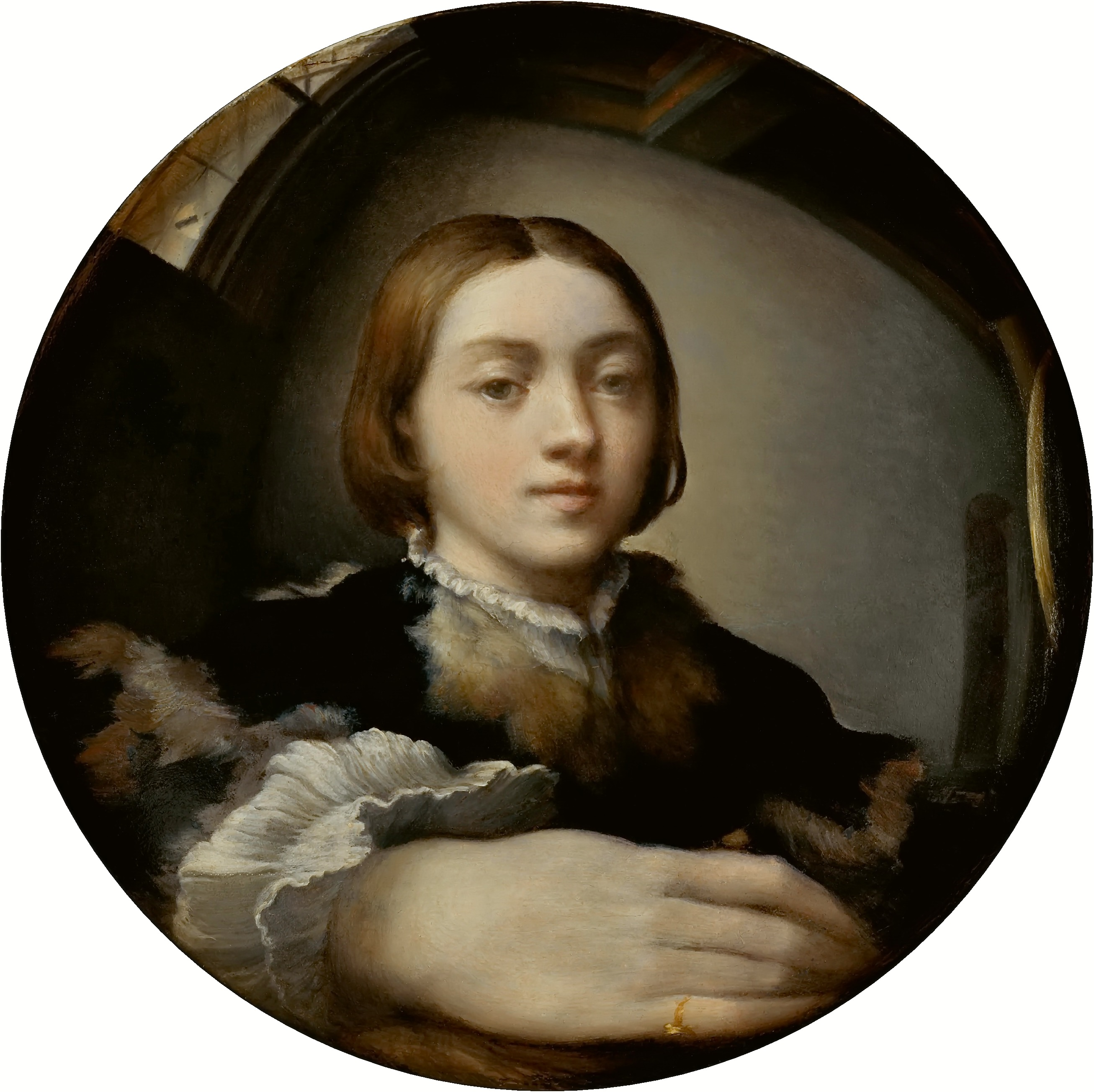
Parmigianino, Autoretrat en un miral convex, c. 1523–1524
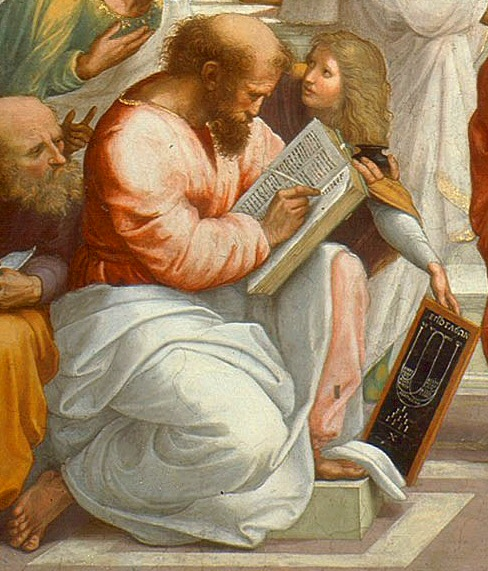
Pitàgores amb una taula proporcions, en la L'escola d'Atenes de Rafael Sanzio, 1509
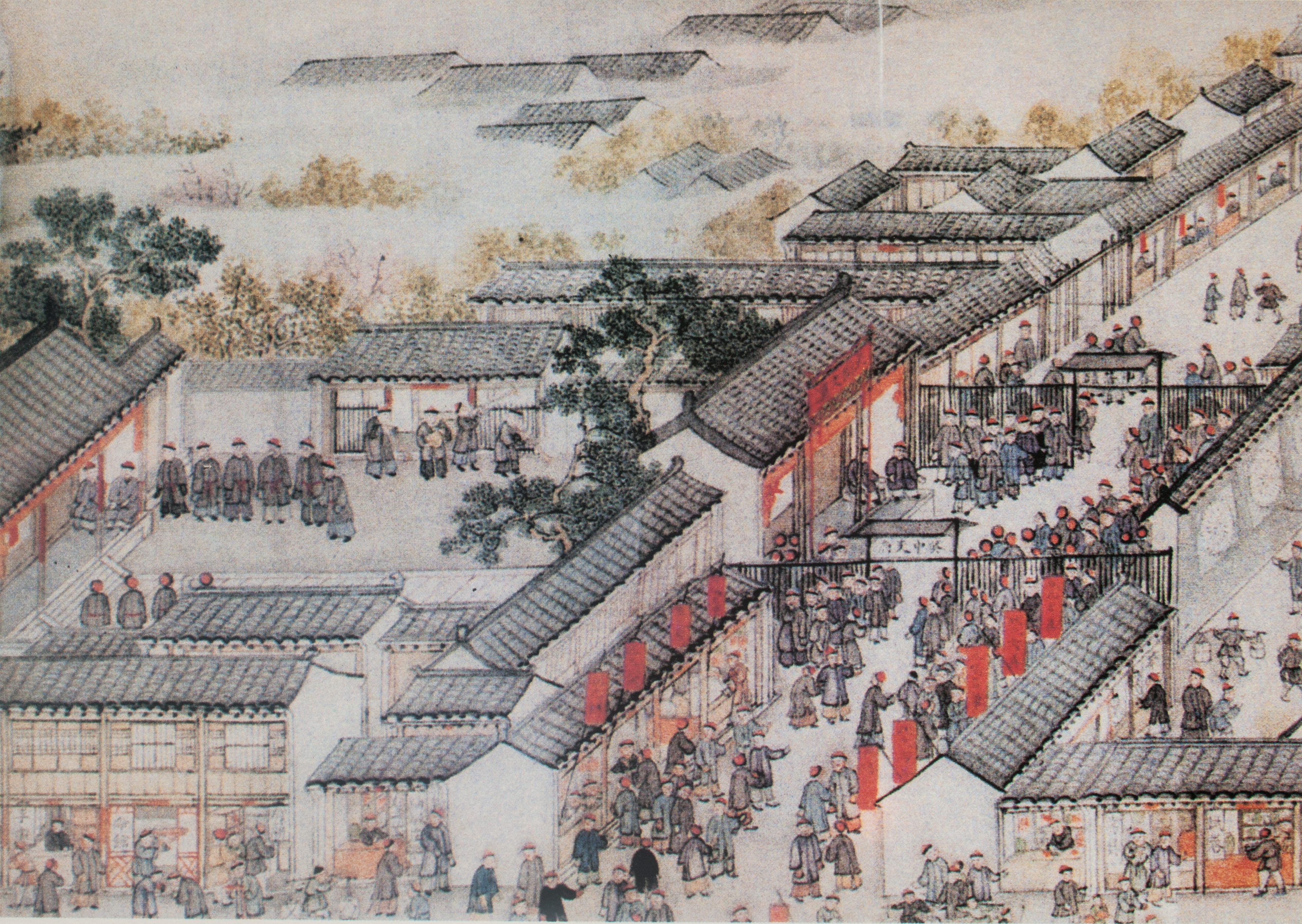
Projecció obliqua: Entrada i pati d'un yamen. Detall del rollo sobre la ciutat de Suzhou, obra de Xu Yang encarregada per l'emperador Qianlong. Segle XVIII
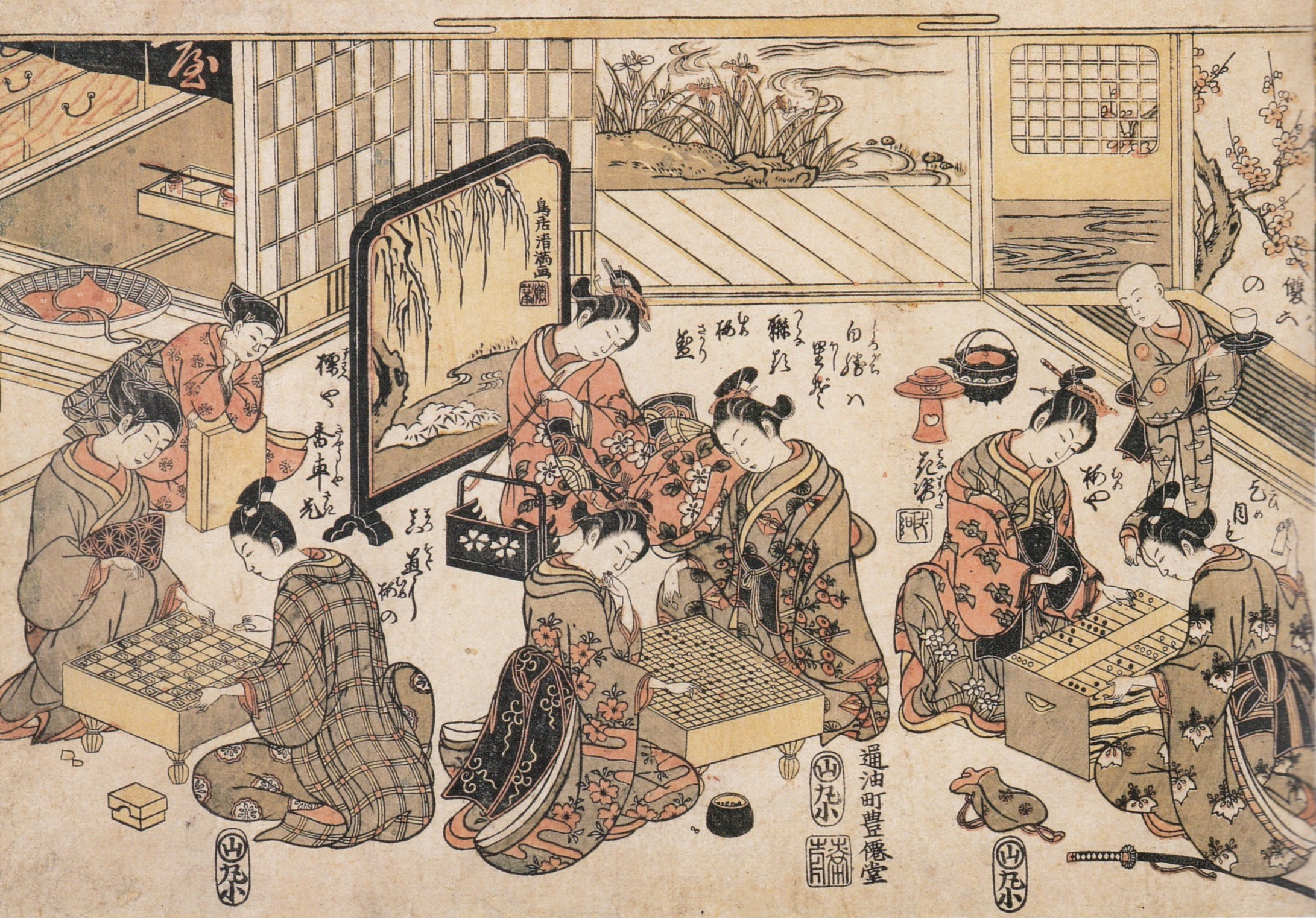
Projecció obliqua: dones jugant a shōgi, go i ban-sugoroku. Pintura de Torii Kiyonaga, Japó, c. 1780

## Relació d'or
El nombre auri (aproximadament igual a 1.618033988749...) ja era conegut per Euclides. La proporció àuria ha estat reivindicada de forma persistent en temps moderns per la seva presumpta utilització en l'art i especialment en l'arquitectura de l'antic Egipte, Grècia i altres cultures sense evidències fiables.
Aquesta situació pot derivar en part de la confusió de la "relació àuria" amb la "mitjana daurada", que per als grecs antics significava "evitar l'excés en qualsevol adreça", no una relació geomètrica. Des del segle xix, nombrosos experts i aficionats a la piramidologia han argumentat utilitzant dubtosos raonaments matemàtics per trobar la proporció d'or en el disseny de les piràmides. S'ha afirmat que a Partenó, un temple del segle V a. C. a Atenes, s'utilitza la proporció àuria en la seva façana i en el seu plànol de planta, però aquestes afirmacions també són refutades per les mesures reals del monument.
La Gran Mesquita de Kairuan a Tunísia també s'ha afirmat que va utilitzar la proporció àuria en el seu disseny, però la citada proporció no apareix en les parts originals de la mesquita. L'historiador de l'arquitectura Frederik Macody Lund va argumentar en 1919 que la Catedral de Chartres (segle XIII), la Catedral de Laon (1157-1205) i la Catedral de Notre Dame (París) (1160) estan dissenyats d'acord amb el nombre auri, dibuixant línies auxiliars per demostrar la seva tesi. Altres estudiosos argumenten que fins al treball de Pacioli en 1509, la proporció d'or era desconeguda per als artistes i arquitectes. Per exemple, l'altura i l'ample de la part davantera de Notre-Dame de Laon tenen la proporció 8/5 o 1.6, no 1.618. Tals termes de la successió de Fibonacci es converteixen ràpidament en difícils de distingir de la proporció àuria. Després de Pacioli, la proporció àuria és més perceptible en les obres d'art, inclosa La Gioconda de Leonardo da Vinci.
Un altre nombre morfològic del que s'ha escrit abundantment és el nombre plàstic, ideat en 1928 per l'arquitecte neerlandès Hans van der Laan (originalment anomenat en francès le nombre radiant, el nombre radiant). Dom Hans van der Laan va ser un monjo i arquitecte benedictí holandès. Va ser una figura cabdal a l'Escola Bossche. Les seves teories sobre relacions numèriques en l’arquitectura, en particular pel que fa al nombre plàstic, van ser molt influents. El seu valor és la solució de l'equació cúbica
{\displaystyle x^{3}=x+1\,},
un nombre irracional que és aproximadament 1.325. Segons l'arquitecte Richard Padovan, està connectat amb les fraccions impròpies característiques 3/4 i 1/7, que governen els límits de la percepció humana en relacionar una grandària magnitud física amb un altre. Van der Laan va usar aquestes proporcions en dissenyar l'església de St. Benedictusberg Abbey (1967) als Països Baixos.
| [1] | [2] | [3] | [4] |
| - [1] El quocient Base:Hipotenusa (b:a) de la Gran Piràmide de Guiza, s'ha relacionat amb: 1:φ (Triangle de Kepler), 3:5 (Triangle 3-4-5), o 1:4/π - [2] Suposades línies de proporció: Catedral de Laon - [3] Rectangles auris superposats sobre La Gioconda - [4] L'església de la St. Benedictusberg Abbey (1967), obra d'Hans van der Laan, utilitza en les seves proporcions el nombre plàstic |     |     |     |

## Simetries planes
Les simetries en el plànol s'han utilitzat durant mil·lennis en obres d'art com a catifes, gelosies, tèxtils i tot tipus de decoracions.

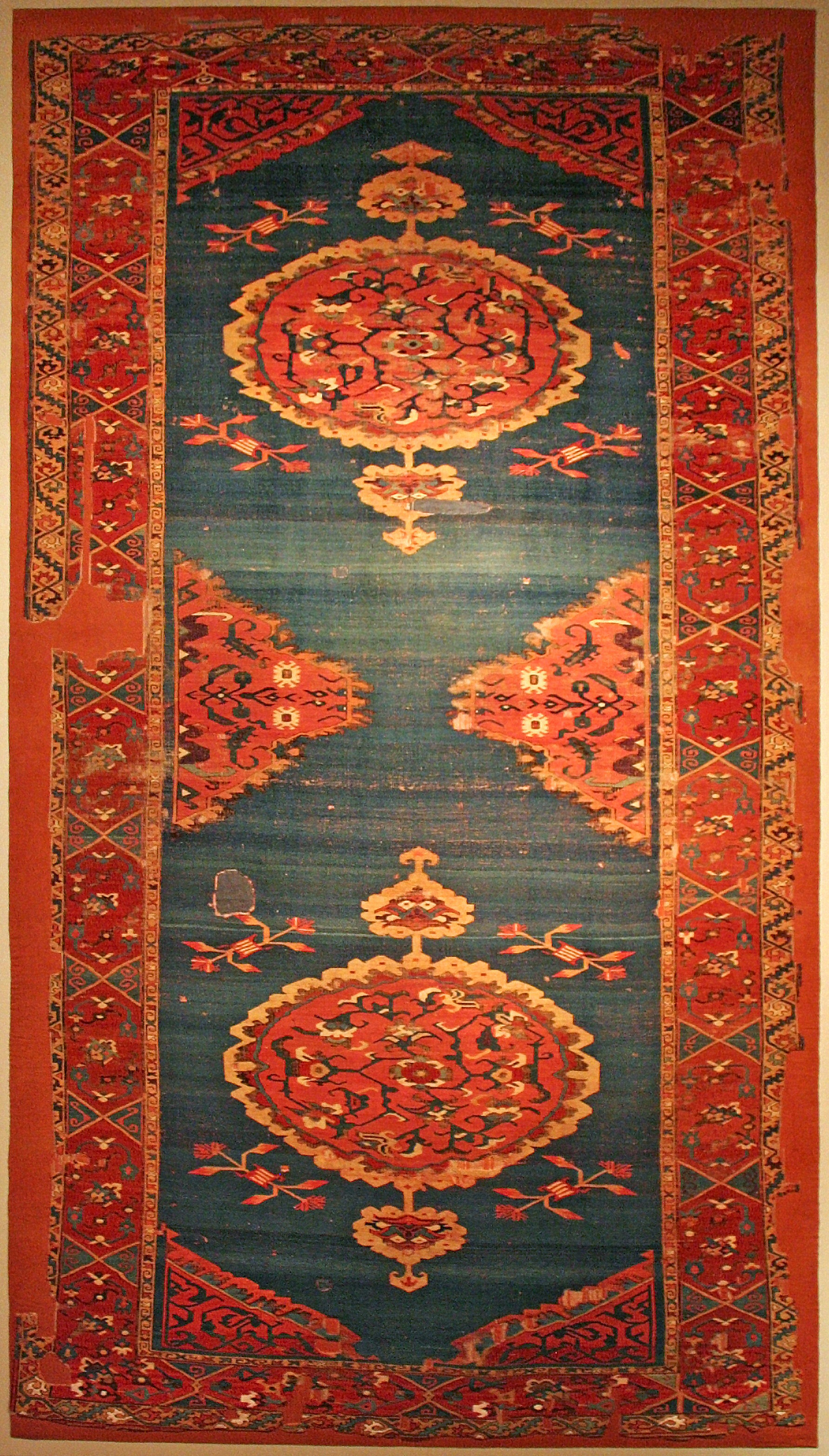
Presència poderosa: catifa amb doble medalló. Anatolia Central (Konya-Karapınar), pas del segle XVI al XVII. Mesquita Alâeddin

Moltes catifes tradicionals, ja siguin de pèl o del tipus kilim de teixit pla, es divideixen en un camp central i una vora d'enquadrament. Tots dos poden presentar simetries, encara que en les catifes teixides a mà sovint estan lleugerament alterades per petits detalls, variacions de patró i canvis de color introduïts pel teixidor. En els kilims d'Anatòlia, els motius utilitzats són generalment simètrics. En el disseny general també sol estar present la simetria, amb configuracions tals com a franges, franges alternes amb files de motius, i arranjaments agrupats de motius aproximadament hexagonals. El camp es presenta comunament com un fons assimilable a un patró del grup del paper pintat de configuració pmm, mentre que la vora pren la forma d'un fris del tipus pm11, pmm2 o pma2. Els kilims turcs i de l'Àsia central sovint tenen tres o més fronteres entre diferents grups de frisos. És obvi que els teixidors certament buscaven la simetria, sense el coneixement explícit de les seves matemàtiques.
Nikos Angelos Salingaros és un matemàtic i polimàtic conegut pel seu treball sobre teoria urbana, teoria arquitectònica, teoria de la complexitat i filosofia de disseny.suggereix que la "poderosa presència" (efecte estètic) d'una "gran catifa", com les millors catifes de dos medallons Konya del segle XVII, es creen mitjançant tècniques matemàtiques relacionades amb les teories de l'arquitecte Christopher Alexander. Aquestes tècniques inclouen introduir zones de color com a parells oposats; diferenciar àrees geomètricament, ja sigui utilitzant formes complementàries o equilibrant la direccionalitat dels angles aguts; utilitzar la complexitat a petita escala (des del nivell de nus cap amunt) i la simetria a petita i a gran escala; i la utilització d'elements repetits en una jerarquia de diferents escales (amb una relació d'aproximadament 2.7 de cada nivell al següent). Salingaros sosté que "totes les catifes considerades artístiques satisfan almenys nou de les deu regles anteriors", i suggereix que podria ser possible crear una mètrica a partir d'aquestes regles.
Els elaborats enreixats es troben en els treballs de l'Índia denominats jali, tallats en marbre per decorar tombes i palaus. Les gelosies xineses, sempre amb certa simetria, existeixen en 14 dels 17 grups de simetria planar; sovint presenten simetria de mirall, de doble mirall o simetria rotacional. Algunes presenten un medalló central i unes altres inclouen una vora amb un fris. Moltes gelosies xineses han estat analitzades matemàticament per Daniel S. Dye, que ha identificat Sichuan com el centre d'aquest art.

Dovelles girih

Les simetries tenen un paper molt destacat en les arts tèxtils, incloent el quilting, el punt, el punt de creu, el teixit de ganxo, els brodats i els diferents tipus de teixidura,on aquests patrons poden ser purament decoratius o poden indicar l'estatus del seu propietari. La simetria rotacional es troba en estructures circulars tals com les cúpules, en ocasions elaboradament decorades amb patrons simètrics per dins i per fora, com en la Mesquita del xeic Lotf Allah d'Esfahan (1619). Els articles de brodat i encaix com a estovalles i tapets de taula, fets amb bobines o amb 'bolillos', poden tenir una àmplia varietat de reflexions i rotacions simètriques, que han estat explorades matemàticament.

En l'art islàmic, els patrons geomètrics estan presents en moltes de les seves formes d'art, especialment en els enrajolats girih. Aquests tessel·lats es formen utilitzant un conjunt de cinc formes de rajoles, a saber: un decàgon regular, un hexàgon allargat, un corbatí, un rombe i un pentàgon regular. Tots els costats d'aquests taulells tenen la mateixa longitud; i tots els seus angles són múltiples de 36° (π/5 radiants), mostrant simetries de cinc i deu mòduls. Les rajoles estan decorades amb línies de lacerat en relleu (girih), generalment més visibles que els límits de les rajoles. En 2007, els físics Peter Dl. i Paul Steinhardt van argumentar que l'enllosat girih era similar al quasicristall definit per la tessel·lació de Penrose. Les rajoles geomètriques elaborades amb petites tessel·les (zellige) són un element distintiu en l'arquitectura del Marroc. Les voltes decorades amb mocàrab són tridimensionals, però estan dissenyades en dues dimensions amb dibuixos de cel·les geomètriques.

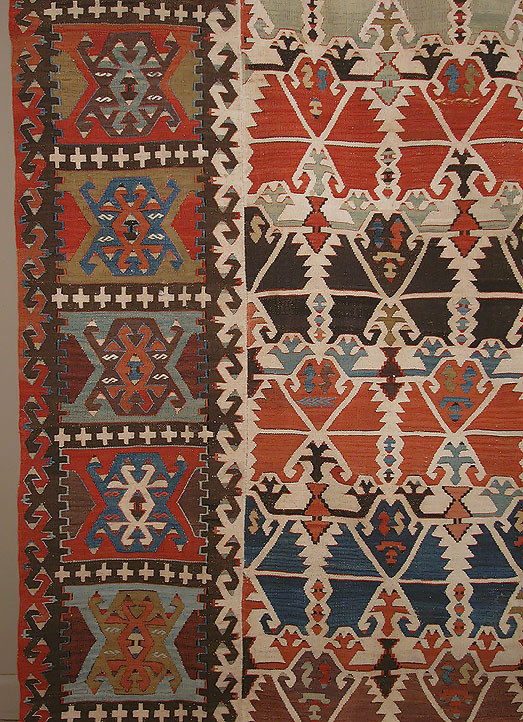
Detall d'un kilim d'Hotamis, Anatòlia central, principis del S.XIX
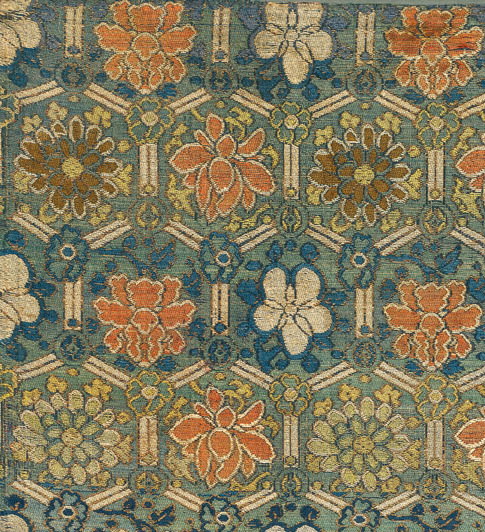
Detall d'un brocat de la dinastia Ming, utilitzant un patró amb un tessel·lat hexagonal
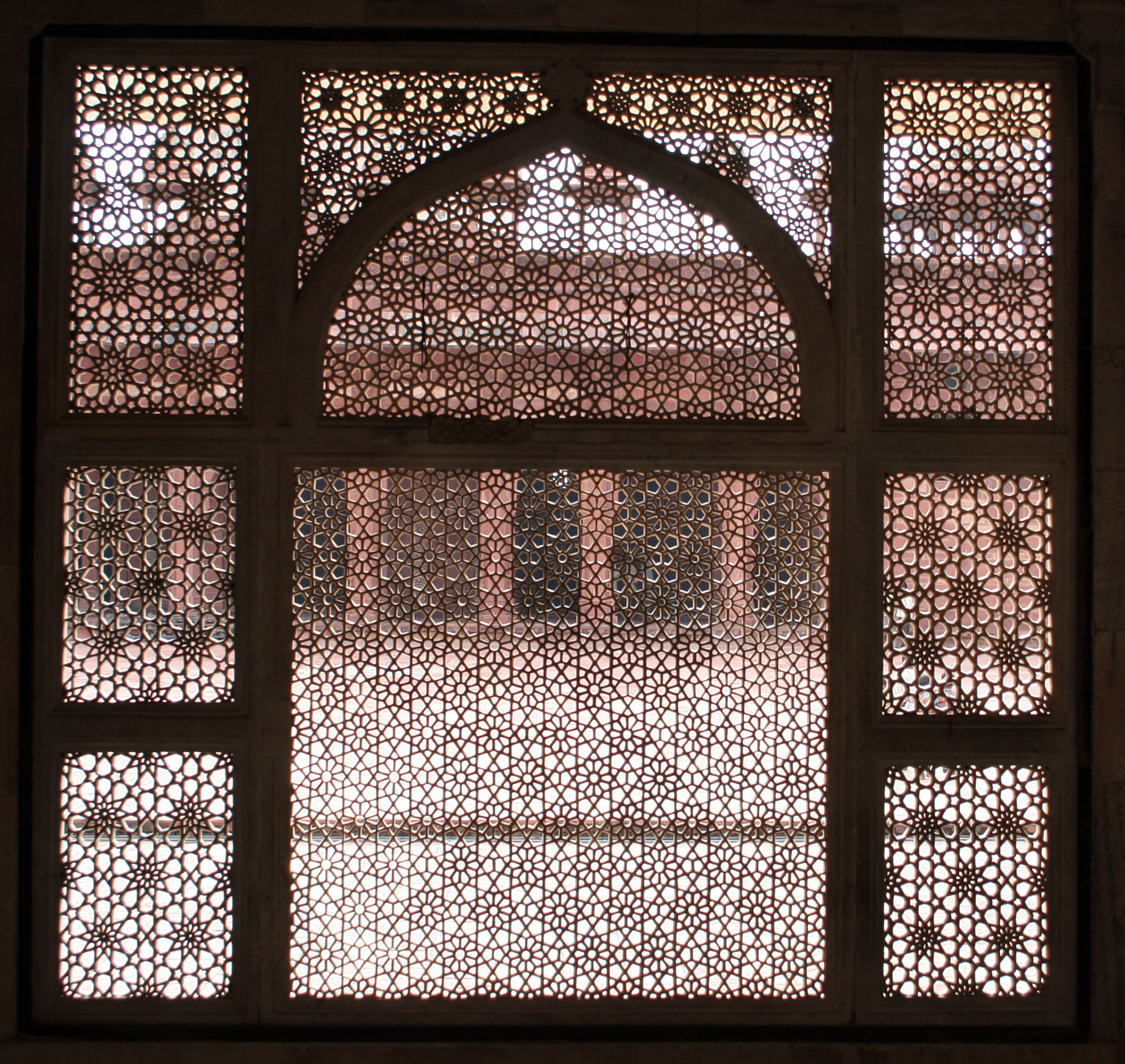
Jali de marbre en la tomba de Salim Chishti, Fatehpur Sikri, Índia
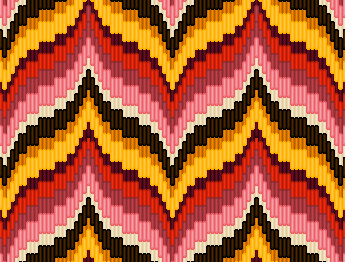
Simetries: bargello florentí
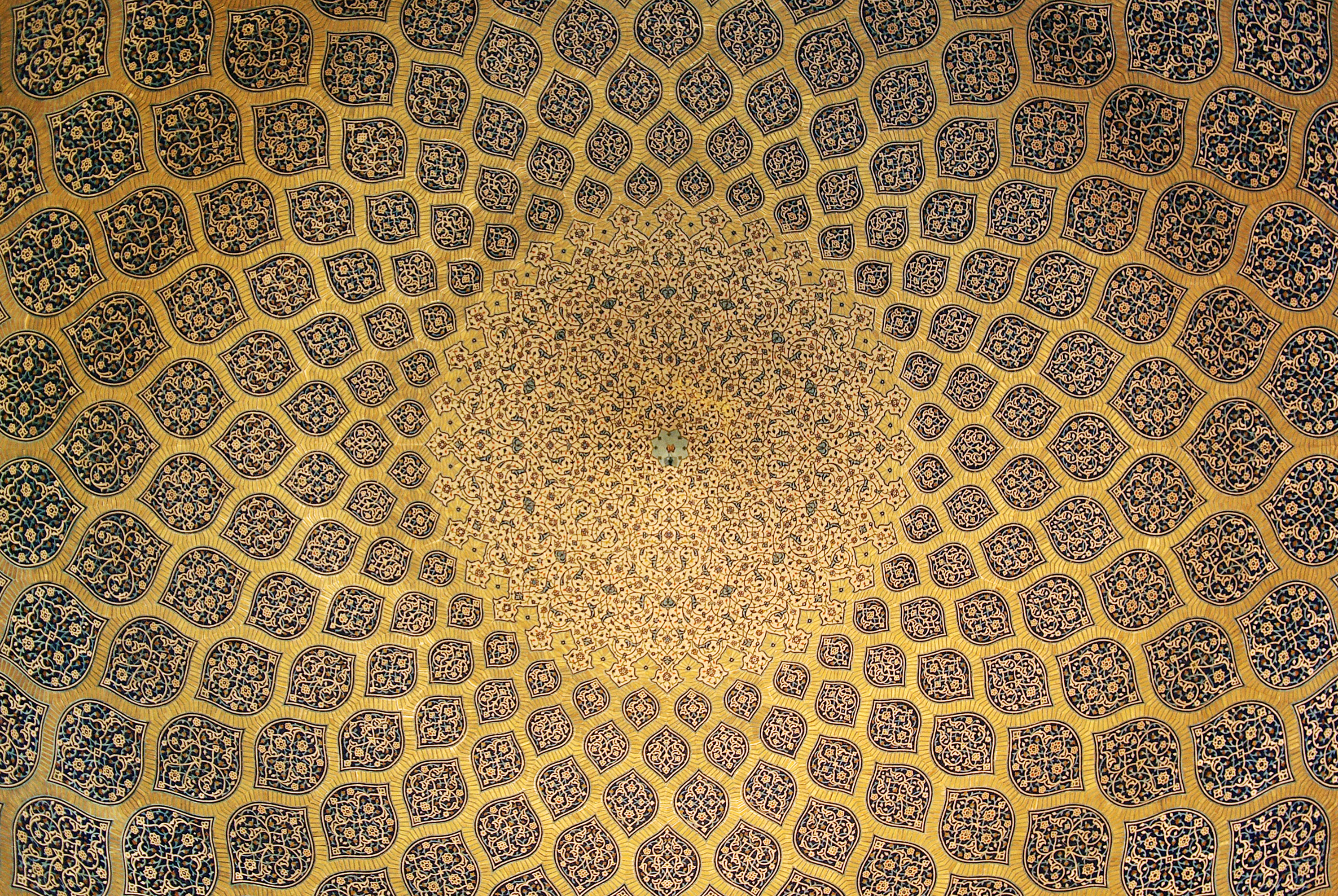
Sostre de la mesquita del xeic Lotf Allah, Esfahan, 1619
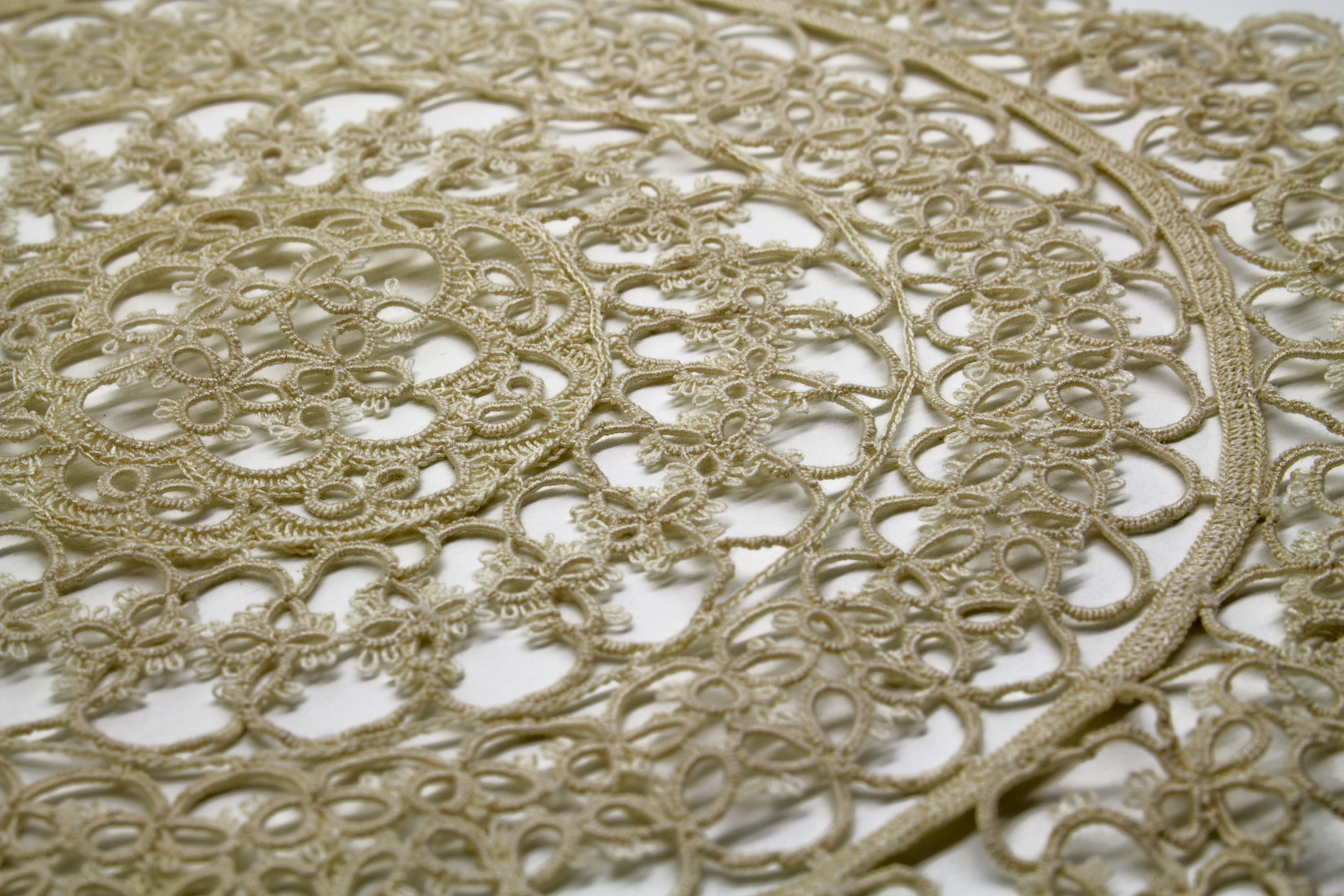
Simetria rotacional en una punta: punta de 'bolillos'
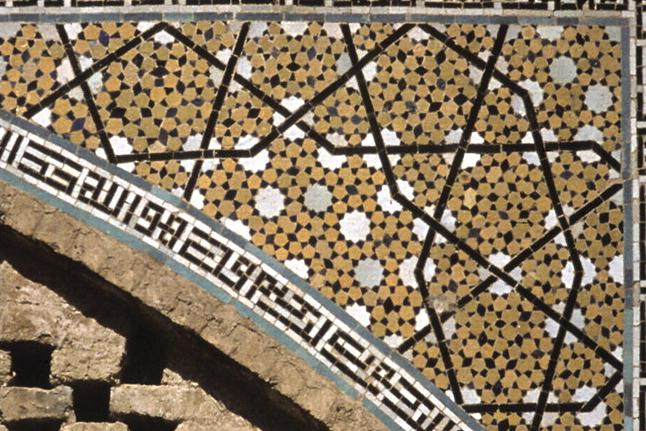
Tessel·lat girih: patrons a escales grans i petites en un carcanyol del santuari de Darb-i Imam, Esfahan, 1453
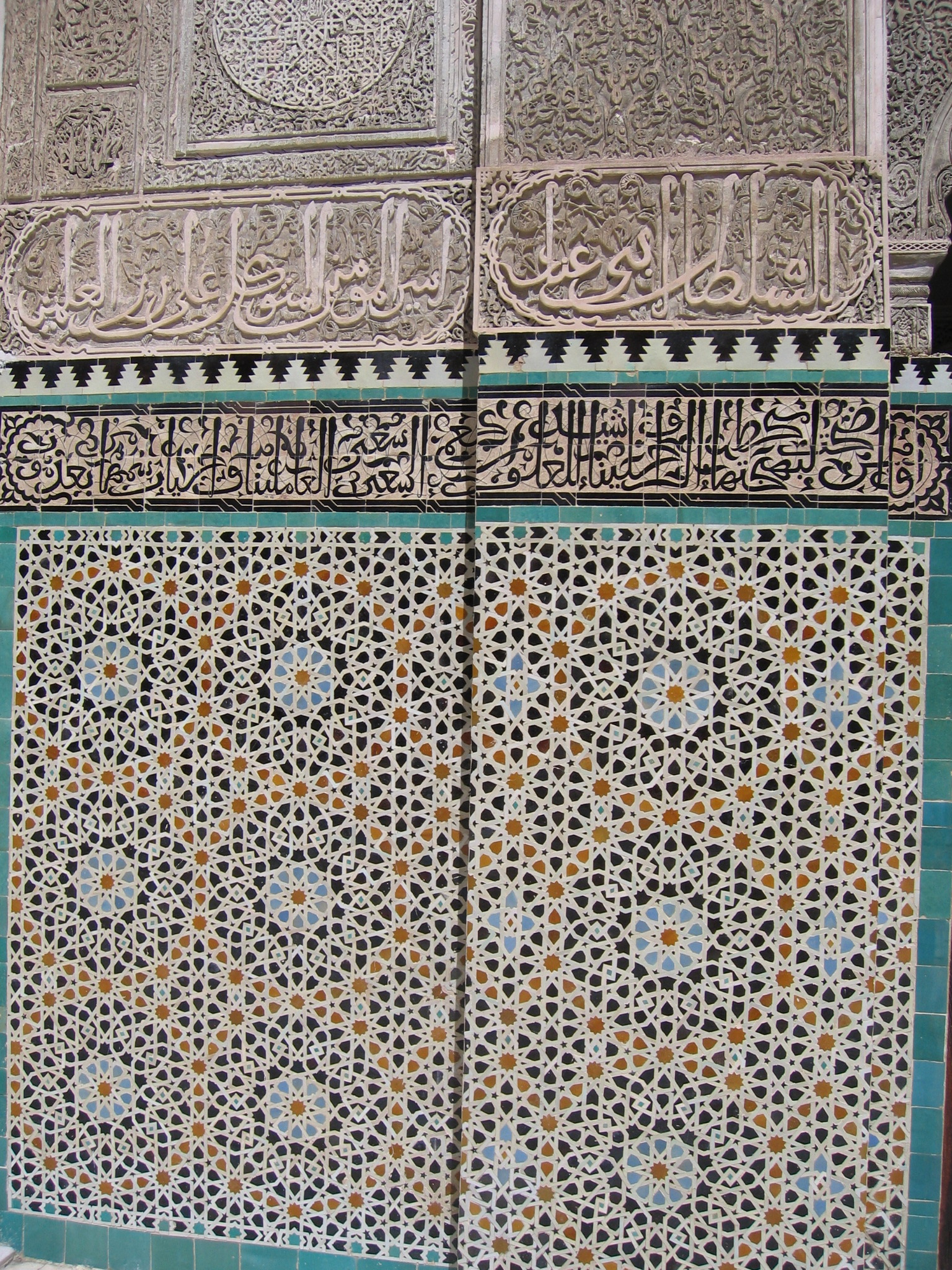
Tessel·lats: mosaics Zellige en la Madrassa de Bou Inania, Fes (Marroc)
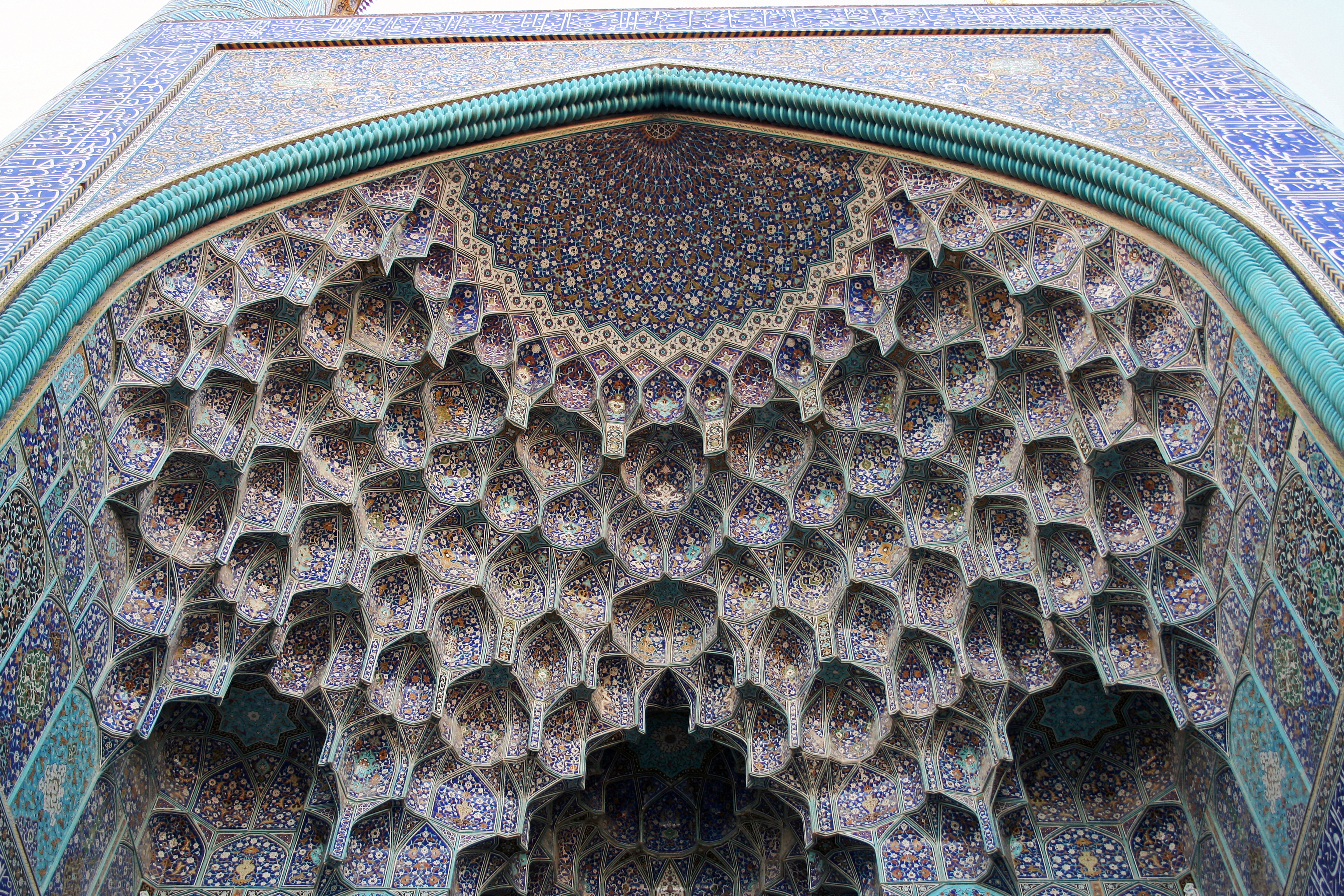
La complexa geometria i els sotres de la bòveda mocàrab de la mesquita Sheikh Lotfollah, Esfahan
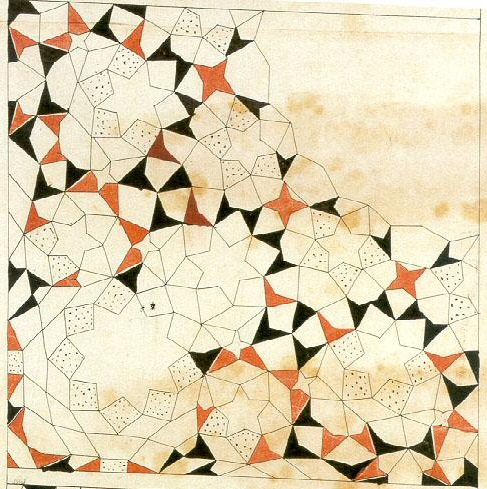
Pla de l'arquitecte d'una cinquena volta de muscarina. Tira del Topkapı
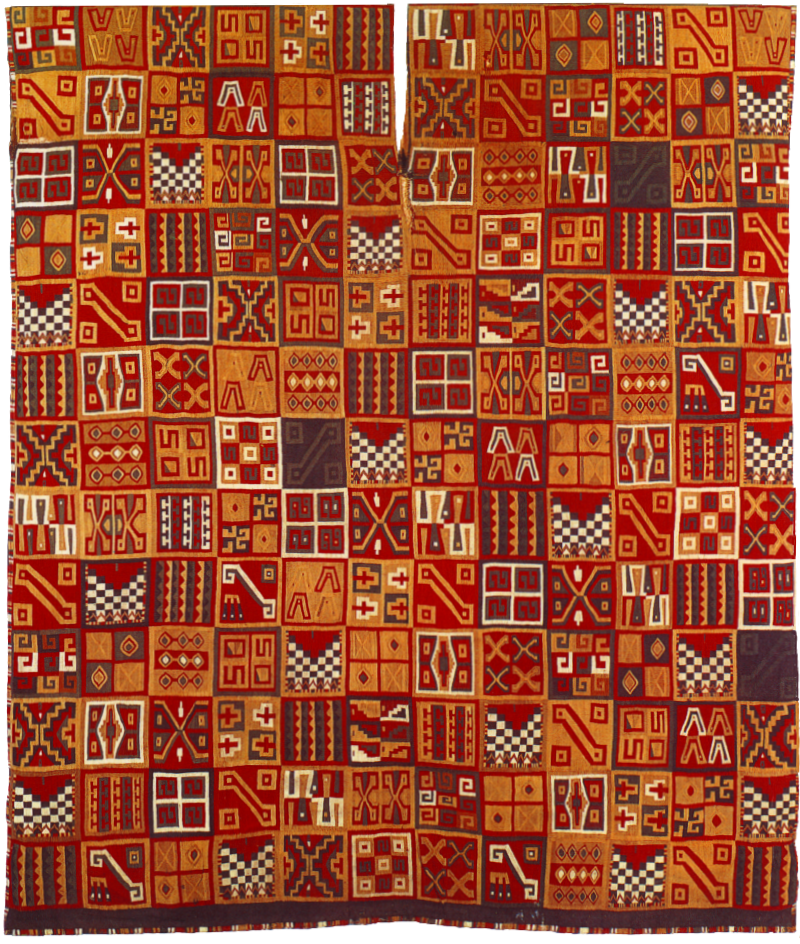
Túpac Yupanqui; túnica procedent del Perú, 1450-1540, un tèxtil andí indicador d'un alt rang
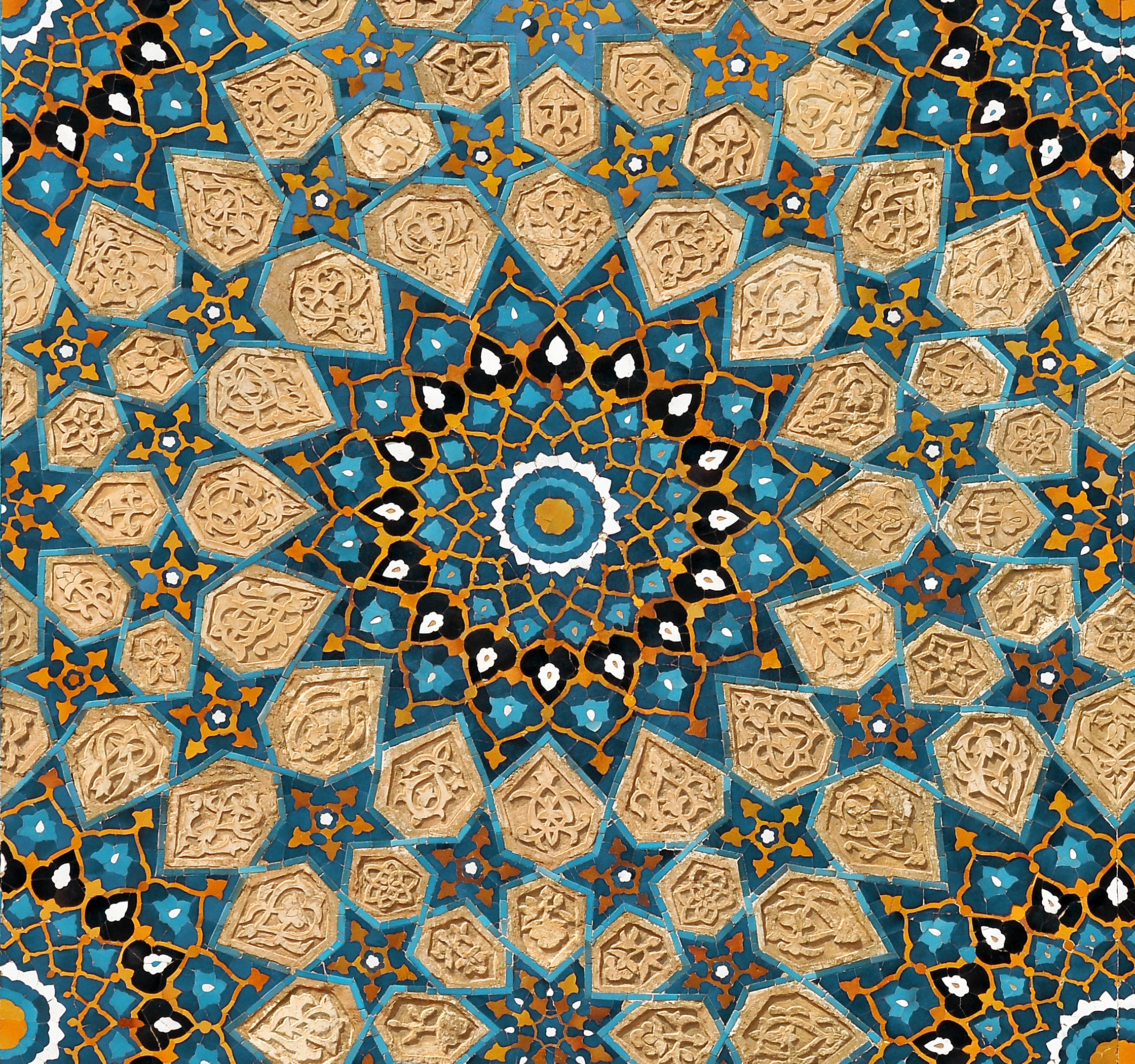
Detall decoratiu en la madrassa de Sherdor. Samarcanda (Uzbekistan)

## Poliedres
Els sòlids platònics i altres poliedres són un tema recurrent en l'art occidental. Es troben, per exemple, en un mosaic de marbre on apareix un petit dodecaedre estavellat atribuït a Paolo Uccello i que forma part del sòl de la Basílica de Sant Marcs a Venècia; en els diagrames de poliedres regulars de Leonardo da Vinci dibuixats com a il·lustracions per al llibre 1509 de Luca Pacioli De Divina Proportione; com un rombicuboctaedre de cristall en el retrat de Pacioli de Jacopo de' Barbari, pintat en 1495; i en el poliedre truncat (i diversos altres objectes matemàtics) que apareixen en el gravat d'Alberto Dürer titulat Malenconia I.

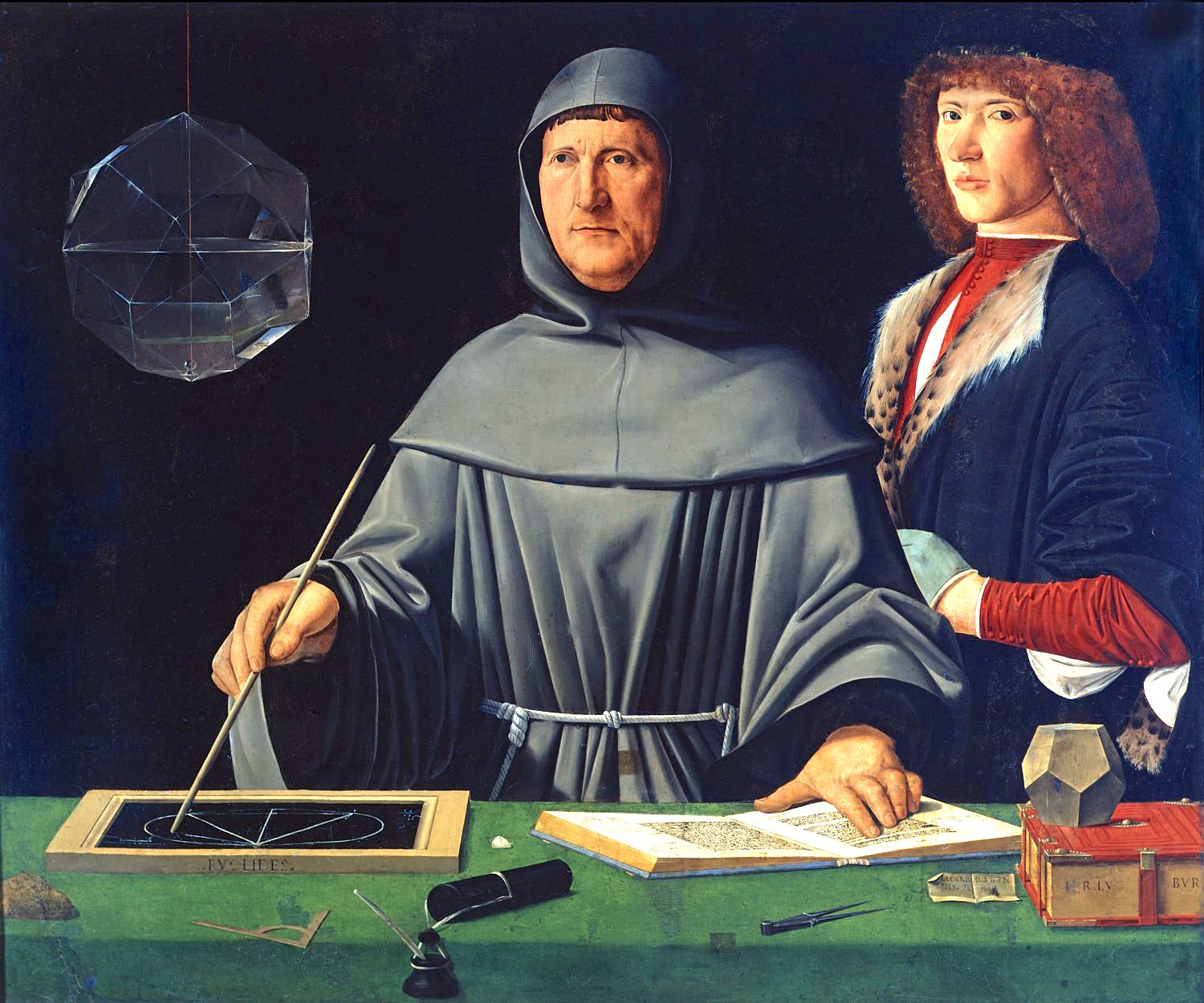
Retrat de Luca Pacioli dissertant sobre els poliedres, atribuït a Jacopo de'Barbari (1495)

Albrecht Dürer (Nuremberg, 21 de maig de 1471-íd., 6 d'abril de 1528) és l'artista més famós del Renaixement alemany, conegut en tot el món per les seves pintures, dibuixos, gravats i escrits teòrics sobre art, obres que van exercir una profunda influència en els artistes del segle xvi del seu propi país i dels Països Baixos. Albrecht Dürer va fer importants contribucions a l'estudi dels poliedres en el seu llibre de 1525, Underweysung der Messung (Educació sobre el mesurament), destinat a l'ensenyament de la perspectiva, la geometria en arquitectura, els sòlids platònics, i els polígons regulars. Dürer probablement va estar influenciat pels treballs de Piero della Francesca i Luca Pacioli durant els seus viatges a Itàlia. Mentre que els exemples de perspectiva en "Underweysung der Messung" estan poc desenvolupats i contenen imprecisions, el text conté una discussió detallada sobre els poliedres. Dürer és també el primer a introduir en el text la idea del desenvolupament d'un poliedre, incloent poliedres desplegats perquè quedin plànols per a la seva impressió. Dürer va publicar en 1528 un altre llibre influent sobre les proporcions del cos humà titulat: "Vier Bücher von Menschlicher Proportion (Quatre llibres sobre la proporció humana)".
El conegut gravat de Dürer titulat Malenconia I, representa a un ésser alat, assegut en actitud pensativa. La imatge inclou un quadrat màgic i un trapezoedre triangular truncat. Aquests dos elements, i el gravat en el seu conjunt, han estat objecte de més interpretacions modernes que gairebé qualsevol altra obra comparable, incloent un llibre de dos volums de Peter-Klaus Schuster, i una influent anàlisi continguda en la monografia de Erwin Panofsky sobre Dürer.
Un altre famós pintor que va incloure poliedres en algunes de les seves pintures és l'espanyol Salvador Dalí. En el seu quadre titulat L'Últim Sopar, Crist i els seus deixebles estan representats dins d'un dodecaedre gegant. Una altra de les seves obres, la Crucifixió (1954), mostra un hipercub desplegat, que fa al·lusió a la perspectiva divina en quatre dimensions.

## Dimensions fractals
Els dissenys tradicionals de batik, tenyits a Indonèsia mitjançant el procediment de reserva amb cera, combinen motius figuratius (com a elements florals i vegetals) amb motius abstractes i lleugerament caòtics, inclosa la imprecisió derivada de l'aplicació de la reserva de cera, i la variació aleatòria introduïda per l'esquerdament de la pròpia cera. Els dissenys de batik tenen una dimensió fractal de 1 i 2, que varia en diferents estils regionals. Per exemple, el batik de Cirebon té una dimensió fractal d'1:1; els batiks de Yogyakarta i Surakarta (la ciutat de Solo) al centre de Java tenen una dimensió fractal d'1.2 a 1.5; i els batiks de Lasem a la costa nord de Java i de Tasikmalaya a Java occidental, tenen una dimensió fractal de 1:5 i 1:7.

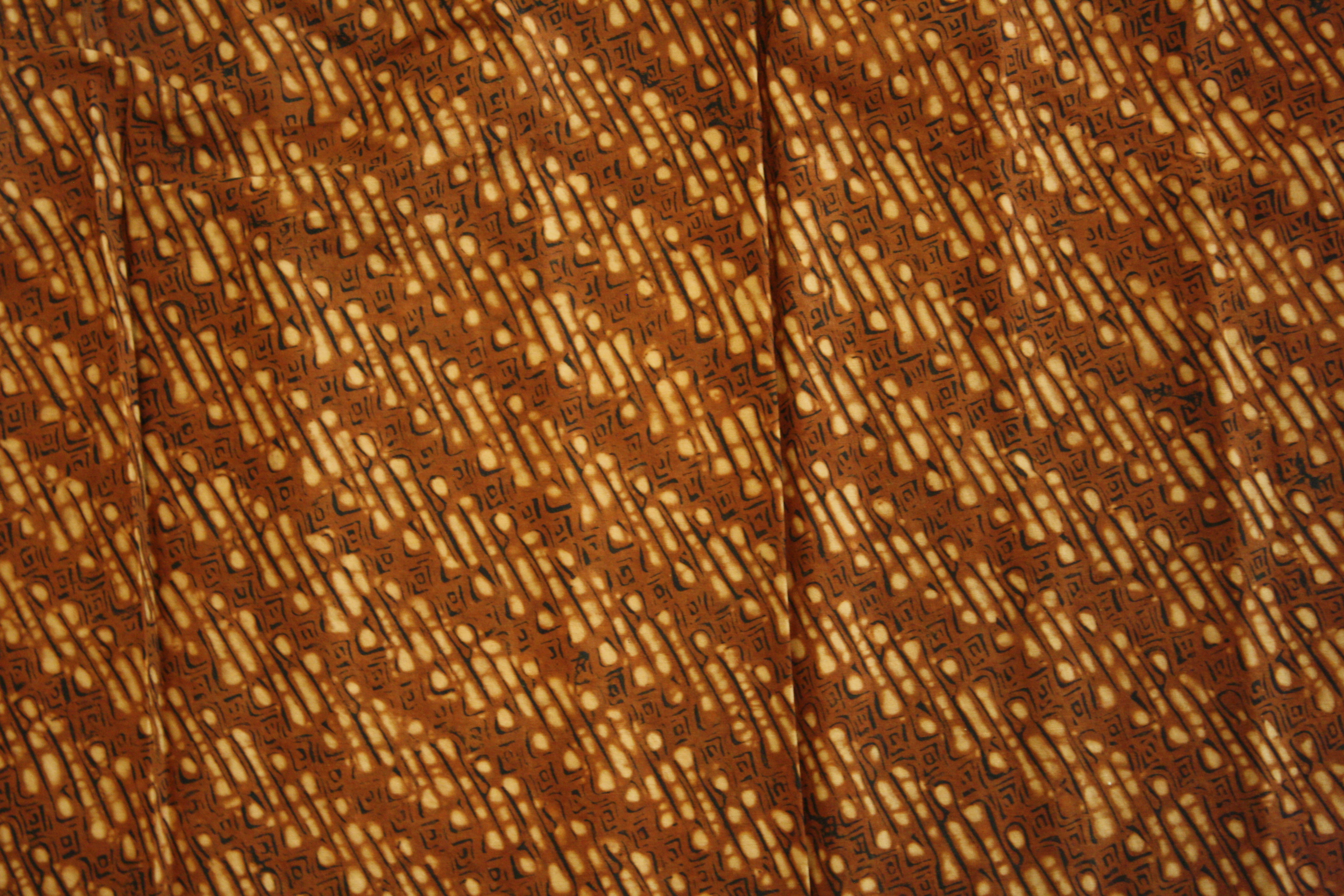
Un batik, teixit tradicional procedent de Surakarta, Java, com aquest parang klithik amb patró d'espases, té una dimensió fractal de 1.2 i 1.5

Les obres de dripping (en arts plàstiques, el goteig o dripping (de drip, gotejar en anglès) és una tècnica pictòrica característica de la pintura d'acció) de l'artista modern Jackson Pollock són igualment distintives per la seva dimensió fractal. La seva obra titulada número 14 de 1948 té una dimensió d'1.45, mentre que les seves pintures posteriors van tenir dimensions fractals successivament més altes i, per tant, patrons més elaborats. Una de les seves últimes obres, Blue Poles, li va portar sis mesos de treball, i té una dimensió fractal d'1.72.

## Una relació complexa
L'astrònom Galileo Galilei en la seva obra "L'assajador" va escriure que "[L'univers] està escrit en el llenguatge de les matemàtiques, i els seus caràcters són triangles, cercles i altres figures geomètriques". Els artistes que s'esforcen i busquen l'estudi la naturalesa, segons Galileu, han de primer veure i entendre completament les matemàtiques.

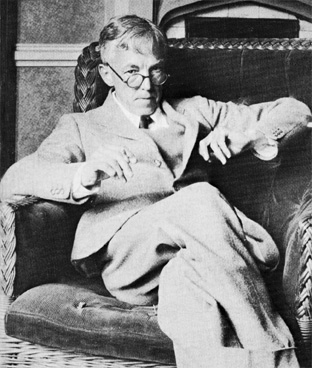
El matemàtic Godfrey Harold Hardy va definir un conjunt de criteris per qualificar la bellesa matemàtica

No obstant això, els matemàtics han tractat d'interpretar i analitzar l'art a través de la lent de la geometria i de la racionalitat. El matemàtic Felipe Cucker (un matemàtic i informàtic teòric uruguaià que ha investigat la teoria de la complexitat del model computacional Blum – Shub – Smale i la complexitat dels algorismes numèrics en programació lineal i geometria algebraica numèrica) suggereix que les matemàtiques, i especialment la geometria, són una font de regles per a la "creació artística impulsada per regles", encara que no l'única. Algunes de les moltes cadenes de la complexa relació resultant es descriuen a continuació.

### Les matemàtiques com a art
El matemàtic Jerry P. King descriu les matemàtiques com un art, afirmant que "les claus de les matemàtiques són la bellesa i l'elegància i no l'avorriment i els tecnicismes", i que la bellesa és la força motivadora de la recerca matemàtica. King cita l'assaig matemàtic publicat per Godfrey Harold Hardy en 1940, titulat Apologia d'un matemàtic. En aquest escrit, Hardy analitza per què troba dos teoremes de l'antiguitat clàssica com de primera classe, a saber, la prova d'Euclides que hi ha infinits nombres primers, i la prova que l'arrel quadrada de 2 és un nombre irracional. King avalua aquests teoremes segons els criteris de Hardy per estimar l'elegància matemàtica: "sobrietat, profunditat, generalitat, imprevisibilitat, inevitabilitat" i "economia" (les cursives són de King), i descriu la prova com "estèticament agradable". El matemàtic hongarès Paul Erdős va estar d'acord que les matemàtiques posseïen bellesa, però va considerar les raons més enllà de l'explicació: "Per què són bells els nombres? És com preguntar per què és bella la Novena Simfonia de Beethoven. Si no veus el perquè, ningú t'ho pot explicar. Jo sé que els nombres són bells".

### Eines matemàtiques per a l'art
Les matemàtiques apareixen en el substrat de pràcticament totes les arts, com la música, la dansa, la pintura, l'arquitectura i l'escultura. Cadascuna està associat amb les matemàtiques d'una manera particular. Gràcies a la seva connexió amb les arts visuals, les matemàtiques poden proporcionar eines per als artistes, com les regles de la perspectiva descrites per Brook Taylor i Johann Heinrich Lambert, o els mètodes de geometria descriptiva, posteriorment aplicats al modelatge de sòlids per ordinador, i els orígens teòrics del qual es remunten a Dürer i a Gaspard Monge.

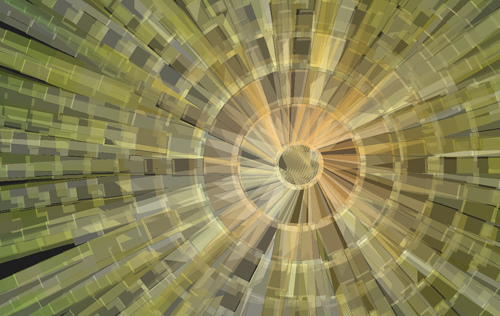
Octopod, obra de Mikael Hvidtfeldt Christensen. Art algorítmic produït amb el programa Structure Synth

Els artistes de l'edat mitjana i del Renaixement (com Luca Pacioli, Leonardo da Vinci i Dürer) han utilitzat i desenvolupat idees matemàtiques mentre investigaven noves formes de dur a terme el seu treball artístic. L'ús de la perspectiva va començar, malgrat alguns intents incipients en l'arquitectura de l'antiga Grècia, amb els pintors italians com Giotto al segle xiii; regles com la del punt de fugida van ser formulades per primera vegada per Filippo Brunelleschi al voltant de 1413, i les seves teories van influir definitivament en Leonardo i en Dürer.
El treball d'Isaac Newton sobre l'espectre òptic va influir en la teoria dels colors d'un literat com Goethe i, al seu torn, en artistes com Philipp Otto Runge, J. M. W. Turner, els membres de la Germanor Prerrafaelita i sobre Vasili Kandinski.
Els artistes també poden analitzar la simetria d'una escena, i treballar sobre aquest concepte. Les mateixes eines poden ser aplicades per matemàtics que estan explorant l'art, o per artistes inspirats en les matemàtiques, com a M. C. Escher (inspirat en Harold Scott MacDonald Coxeter) o l'arquitecte Frank Gehry, qui va argumentar que el disseny assistit per computadora li va permetre expressar-se d'una manera completament nova.
L'artista Richard Wright argumenta que els objectes matemàtics que poden construir-se poden veure's "com a processos per simular fenòmens" o com a obres d' "art computacional". Considera la naturalesa del pensament matemàtic, observant que els matemàtics coneixien els fractals des d'un segle abans que fossin reconeguts com a tals. Wright conclou afirmant que és apropiat sotmetre els objectes matemàtics a qualsevol mètode utilitzat per "arribar a un acord amb conceptes culturals com l'art, la tensió entre objectivitat i subjectivitat, els seus significats metafòrics i el caràcter dels sistemes de representació". Dona com a exemples una imatge del conjunt de Mandelbrot, una imatge generada per un algorisme d'autòmat cel·lular i una imatge renderizada, i discuteix, amb referència al Test de Turing, si els productes d'un algorisme poden ser art. Sasho Kalajdzievski, en la seva obra "Math and Art: An Introduction to Visual Mathematics (Matemàtiques i Art: una introducció a les matemàtiques visuals) adopta un enfocament similar, analitzant temes matemàtics visuals adequats, com tessel·lats, fractals i geometria hiperbòlica.

Algunes de les primeres obres d'art computacional van ser creades per "Drawing Machine 1", un sistema ideat per Desmond Paul Henry, que consistia en una computadora analògica basada en un visor de bombarder, exhibida en 1962. La màquina era capaç de crear dibuixos lineals complexos, abstractes, asimètrics o curvilinis, però repetitius. Més recentment, Hamid Naderi Yeganeh ha creat formes suggeridores d'objectes del món real, com a peixos i aus, utilitzant fórmules que són successivament variades per dibuixar famílies de corbes o línies en angle. Artistes com Mikael Hvidtfeldt Christensen creen obres d'art algorítmic escrivint rutines per a un sistema de programari com Structure Synth: l'artista dirigeix efectivament el sistema per aplicar una combinació desitjada d'operacions matemàtiques a un conjunt de dades previajente triat.

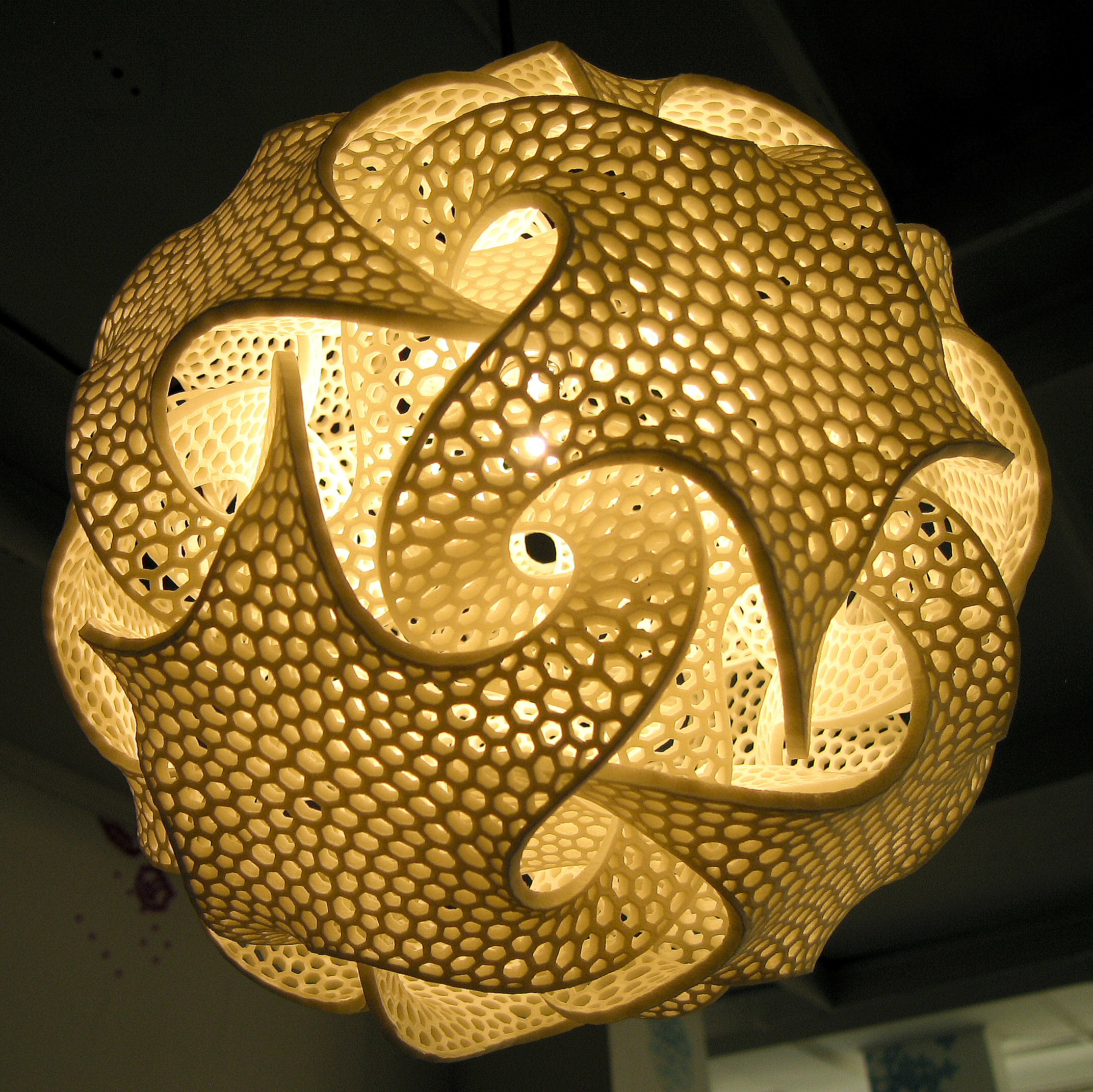
Escultura matemàtica, obra de Bathsheba Grossman, 2007
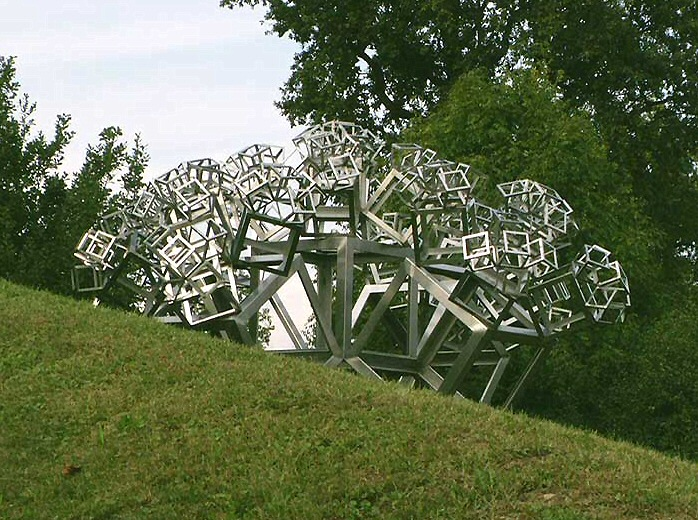
Escultura fractal: 3D Fraktal 03/H/dd, obra de Hartmut Skerbisch, 2003
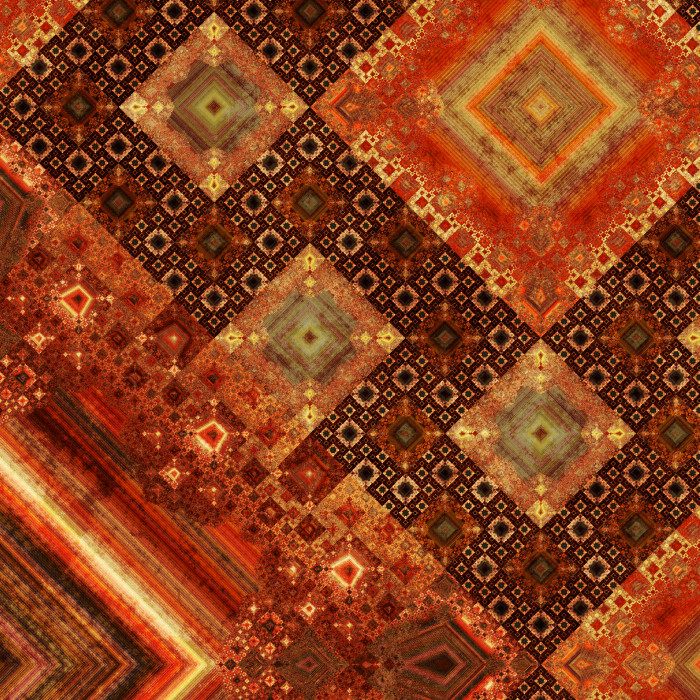
Fibonacci word: detall de la feina de Samuel Monnier, 2009
Imatge d'art computacional produïda per Desmond Paul Henry amb la seva "Drawing Machine 1", exhibit en 1962
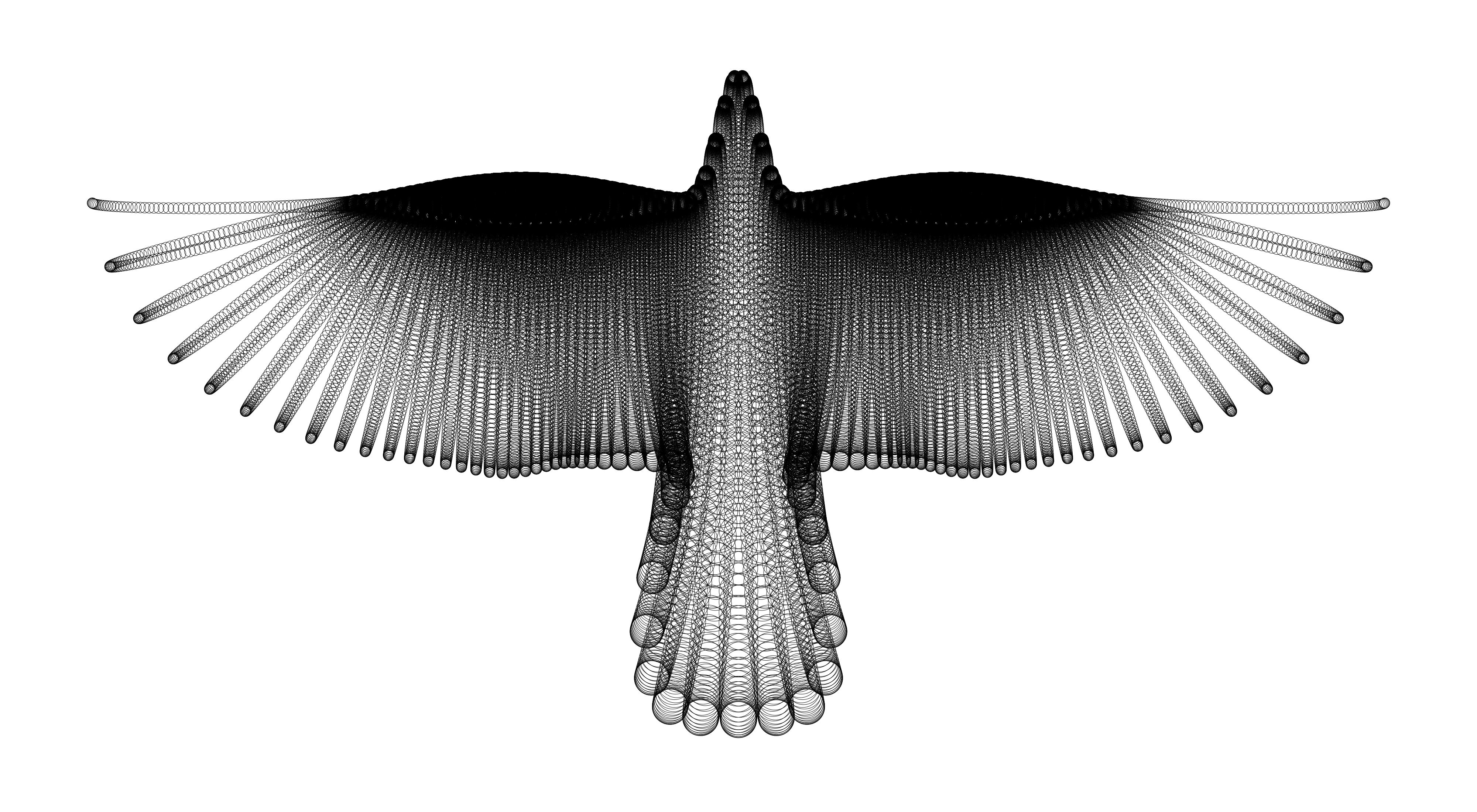
A Bird in Flight, per Hamid Naderi Yeganeh, 2016, construït amb una família de corbes matemàtiques
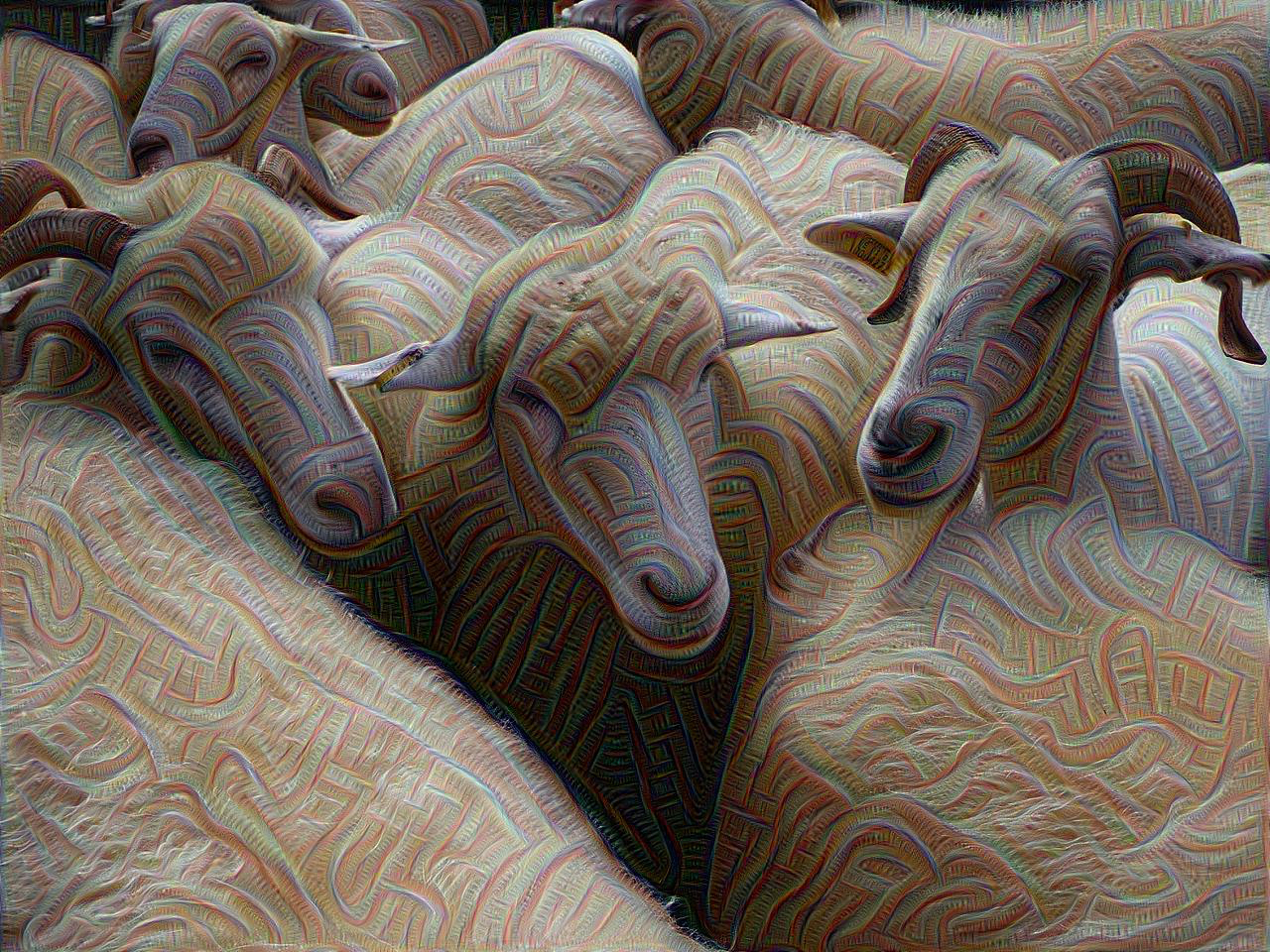
Imatge modificada mitjançant el programa Deep Dream

### De les matemàtiques a l'art

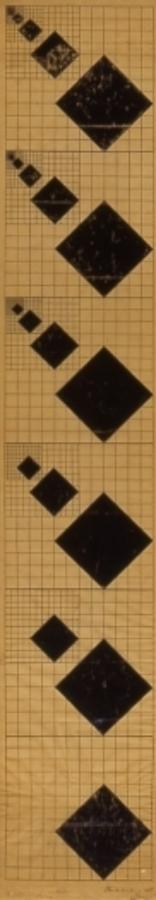
Theo van Doesburg: Sis Moments en el Desenvolupament del Plànol a l'Espai, 1926 o 1929

El matemàtic i físic teòric Henri Poincaré, autor de Ciències i Hipòtesis, va ser llegit àmpliament pels cubistes, incloent a Pablo Picasso i a Jean Metzinger. Poincaré veia la geometria euclidiana com una de les moltes configuracions possibles de l'espai, en lloc de com una veritat objectiva absoluta. Picasso, en el seu quadre de 1907 Les senyoretes de Avignon va utilitzar el recurs de la projecció en una quarta dimensió per mostrar simultàniament les figures de front i de perfil.

La possible existència d'una quarta dimensió va inspirar als artistes la possibilitat de qüestionar la perspectiva clàssica heretada del Renaixement: la geometria no euclidiana es va convertir en una alternativa vàlida més. El concepte que la pintura podria expressar-se matemàticament, en color i forma, va contribuir al cubisme, el moviment artístic que va conduir a l'art abstracte. Tota obra d’art es pot reduir a formes geomètriques. El cercle, el quadrat, el triangle, la piràmide, el cub ... són elements amb els que podem iniciar el dibuix de figures per representar-les plàsticament: pintura, escultura, etc... Quan aquestes figures geomètriques es troben presents en un quadre ens trobem que, mentre alguns pintors les ressalten, altres les tapen amb multitud de detalls. Així en el moviment pictòric del “cubisme” la realitat es descompon en figures geomètriques. Metzinger, en 1910, va escriure que "[Picasso] presenta una perspectiva mòbil i gratuïta, des de la qual aquest enginyós matemàtic, Maurice Princet, ha deduït tota una geometria". Més endavant, va escriure en les seves memòries:
| « | Maurice Princet nos reunía frecuentemente ... era un artista que conceptualizaba las matemáticas, e invocaba un continuo n-dimensional con pretensiones estéticas. Le encantaba ver cómo los artistas se interedaban en las nuevas visiones espaciales desarrolladas por Schlegel y otros matemáticos. Tuvo éxito en este cometido. | » |

L'impuls de fer models d'ensenyament o recerca de formes matemàtiques crea naturalment objectes que tenen simetries i formes sorprenents o agradables. Alguns d'aquests objectes han inspirat a artistes com els dadaistes Man Ray, Marcel Duchamp i Max Ernst, i després de Man Ray, a Hiroshi Sugimoto.

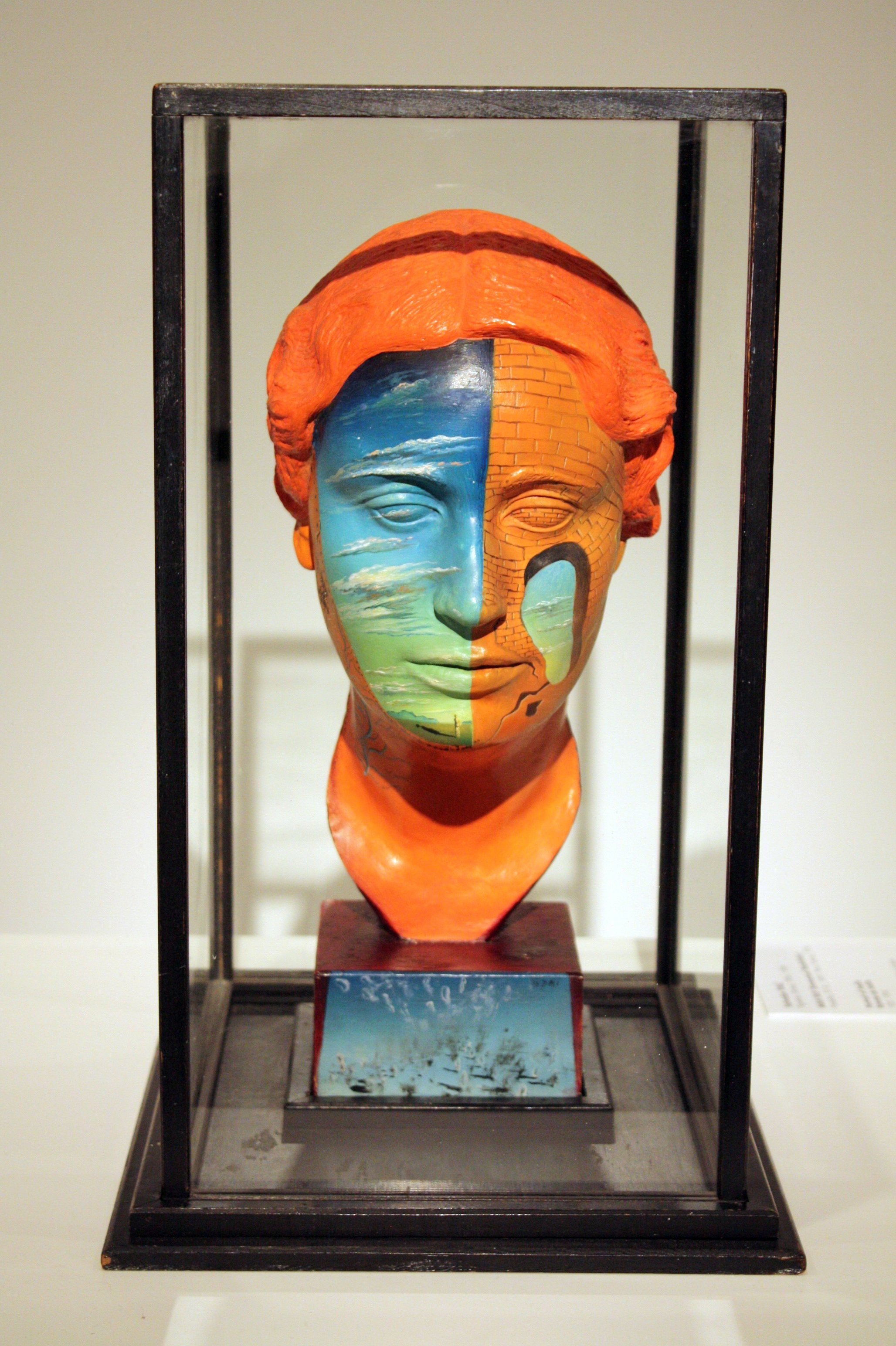
Retrat de Joella. Man Ray i Salvador Dalí (Museu Reina Sofia)

Man Ray va fotografiar alguns dels models matemàtics conservats a l'Institut Henri Poincaré a París, incloent "Objet Matemathique" (Objecte Matemàtic). Va assenyalar que representava superfícies d'Enneper amb curvatura constant, derivades d'una pseudoesfera. Aquest fonament matemàtic era important per a ell, ja que li permetia negar que l'objecte era "abstracte", permetent-li afirmar que era tan real com l'orinal que Duchamp va convertir en una obra d'art. Va admetre que la fórmula de la superfície d'Enneper que definia l'objecte "no significava gens per a mi, però les formes en si mateixes eren tan variades i autèntiques com qualsevol altra en la naturalesa". Va utilitzar les seves fotografies dels models matemàtics com a figures de la seva sèrie sobre les obres de William Shakespeare, com la seva pintura "Antony and Cleòpatra" de 1934. El reporter d'art anglès Jonathan Keats, en un article de la revista "ForbesLife", sosté que Man Ray va fotografiar "els paraboloides el·líptics i els punts cònics amb la mateixa llum sensual que les seves imatges d'Alice Prin", i "replanteja enginyosament els càlculs genials de les matemàtiques per revelar la topologia del desig". van prendre escultors del segle XX com Henry Moore, Barbara Hepworth i Naum Gabo inspiració dels models matemàtics. Moore va escriure sobre la seva Mare i fill amb cordes de 1938: "Sens dubte, la font de les meves figures amb cordes va ser el Museu de Ciències de Londres... Em van fascinar els models matemàtics que vaig veure allí ... "no va ser l'estudi científic d'aquests models, sinó la capacitat de mirar a través de les cordes com en una gàbia d'ocells i de veure una forma dins d'una altra, la qual cosa em va emocionar".
Els artistes Theo van Doesburg i Piet Mondrian van fundar el moviment De Stijl, que pretenia "establir un vocabulari visual de formes geomètriques elementals comprensibles per tots i adaptables a qualsevol disciplina". Moltes de les seves obres d'art consisteixen visiblement en quadrats i triangles, de vegades també amb cercles. Els artistes de De Stijl van treballar en pintura, mobiliari, disseny d'interiors i arquitectura. Després de la separació de De Stijl, Van Doesburg va fundar el moviment avantguardista Art Concret, descrivint la seva obra de finals de la dècada de 1920 titulada Seis Moments en el Desenvolupament del Plànol a l'Espai, com una sèrie de quatre quadrats negres sobre la diagonal d'un fons quadrat, com "una estructura que es pot controlar, una superfície definida sense elements aleatoris ni capritx individual", però "No li falta esperit, no li falta l'universal i no ... buit, ja que posseeix un tot que s'ajusta al ritme intern". La crítica d'art Gladys Fabre va observar que hi ha dues progressions treballant en la pintura, a saber, els quadrats negres en creixement i els fons alterns.
Les matemàtiques del tessel·lat, els poliedres, la configuració de l'espai i la autorreferència van proporcionar a l'artista gràfic M. C. Escher (1898-1972) material per a tota la vida per als seus gravats en fusta. En l'Esbós de l'Alhambra, Escher va demostrar que és possible crear art amb polígons o formes regulars com a triangles, quadrats i hexàgons. També va usar polígons irregulars per tessel·lar el plànol i sovint va utilitzar reflexions i translacions per obtenir patrons addicionals. Moltes de les seves obres contenen construccions impossibles, fetes amb objectes geomètrics que configuren una contradicció entre la projecció en perspectiva i les tres dimensions, però són agradables a la vista humana. El seu gravat "Ascendent i Descendent" es basa en l'"escala impossible" creada pel científic Lionel Sharples Penrose i el seu fill el matemàtic Roger Penrose.
Alguns dels molts dibuixos del tessel·lat d'Escher es van inspirar en converses amb el matemàtic Harold Scott MacDonald Coxeter sobre la geometria hiperbòlica. Escher estava especialment interessat en cinc poliedres específics, que apareixen moltes vegades en el seu treball. Els sòlids platònics (tetraedres, galledes, octaedres, dodecaedres i icosaedres) apareixen especialment destacats en "Ordre i Caos" i "Quatre Sòlids Regulars". Aquestes figures sovint se situen dins d'altres formes que distorsionen encara més l'angle de visió i la conformació dels poliedres, proporcionant una obra d'art en perspectiva multifacética.
La complexitat visual de les estructures matemàtiques, com els tessel·lats i els poliedres, ha inspirat una gran varietat d'obres d'art matemàtiques. Stewart Coffin va dissenyar trencaclosques polièdrics en fustes rares i belles; George W. Hart va treballar en la teoria de poliedres i va esculpir objectes inspirats en ells; Magnus Wenninger va realitzar models "especialment bells" de poliedres estelats complexos.
Les perspectives distorsionades amb efectes d'anamorfosis s'han explorat en l'art des del segle xvi, quan Hans Holbein el Jove va incorporar un crani severament distorsionat en la seva pintura "Els ambaixadors" de 1533. Molts artistes des de llavors, inclòs Escher, han fet ús de trucs anamòrfics.
Les matemàtiques pròpies de la topologia han inspirat a diversos artistes en els temps moderns. L'escultor John Robinson (1935-2007) va crear obres com Gordian Knot i Bands of Friendship, mostrant la teoria de nusos en bronze polit.
Altres treballs de Robinson exploren la topologia de figures toroidals. La seva obra Genesis es basa en un nus borromeu, un conjunt de tres cèrcols entrellaçats. L'escultor Helaman Ferguson va crear complexes superfícies i altres objectes topològics. Les seves obres són representacions visuals d'objectes matemàtics; The Eightfold Way es basa en un grup lineal especial projectiu PSL(2,7), un grup finit de 168 elements. L'escultora Bathsheba Grossman va basar el seu treball en estructures matemàtiques de manera similar.
Un projecte de recerca sobre arts liberals examina les connexions entre les matemàtiques i l'art a través de la banda de Möbius, flexàgons, origamis i fotografies panoràmiques.
Els objectes matemàtics, inclosos l'Atractor de Lorenz i el plànol hiperbòlic, s'han creat utilitzant l'art del teixit, inclòs el crochet. El teixidor nord-americà Ada Dietz va escriure una monografia en 1949 titulada "Expressions algebraiques en tèxtils teixits a mà", que defineix patrons de teixit basats en l'expansió de polinomis de múltiples variables.
El matemàtic J. C. P. Miller va usar l'autòmat cel·lular Rule 90 per dissenyar tapissos que representaven tant arbres com a patrons abstractes de triangles. Els "mathekniticians" Pat Ashforth i Steve Plummer van usar versions teixides d'objectes matemàtics com flexàgons per a les seves classes, encara que la seva esponja de Menger va demostrar ser massa complexa per teixir-se i es va confeccionar amb lona plàstica en el seu lloc. El seu projecte "mathghans" (Afghans a les Escoles) va introduir el punt en el currículum britànic de matemàtica i tecnologia.

Anamorfisme: Els ambaixadors, obra de Hans Holbein el Jove, 1533, amb una calavera fortament distorsionada
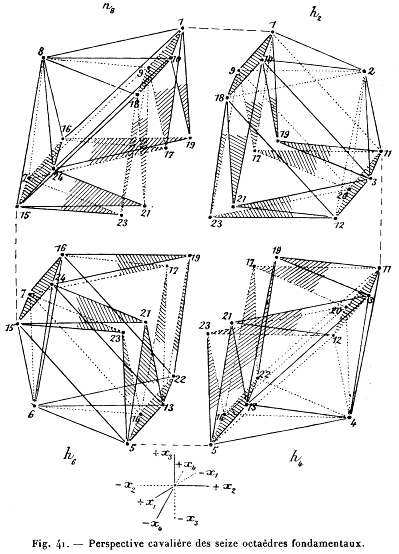
Quarta dimensió en el cubisme: Esprit Jouffret, 1903. Tractat elemental de geometria en quatre dimensions.
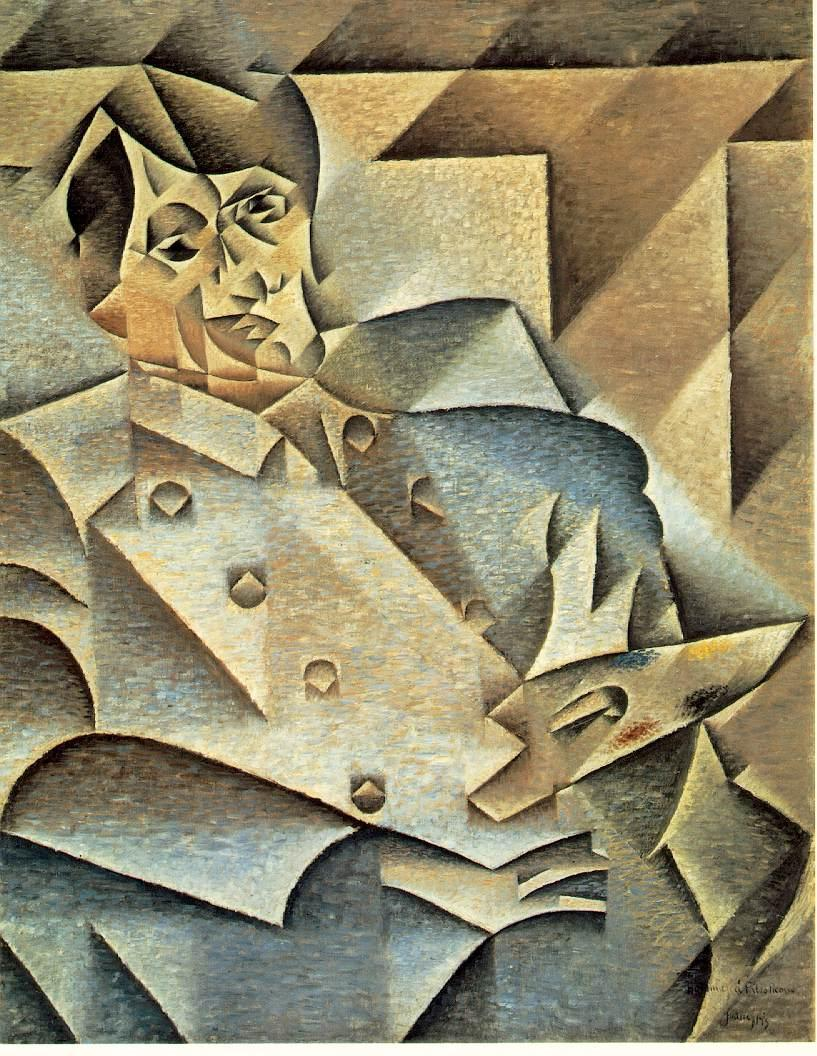
Retrat de Pablo Ruiz Picasso, per Juan Gris. Projecció d'un model tridimensional en facetes planes sobreposades
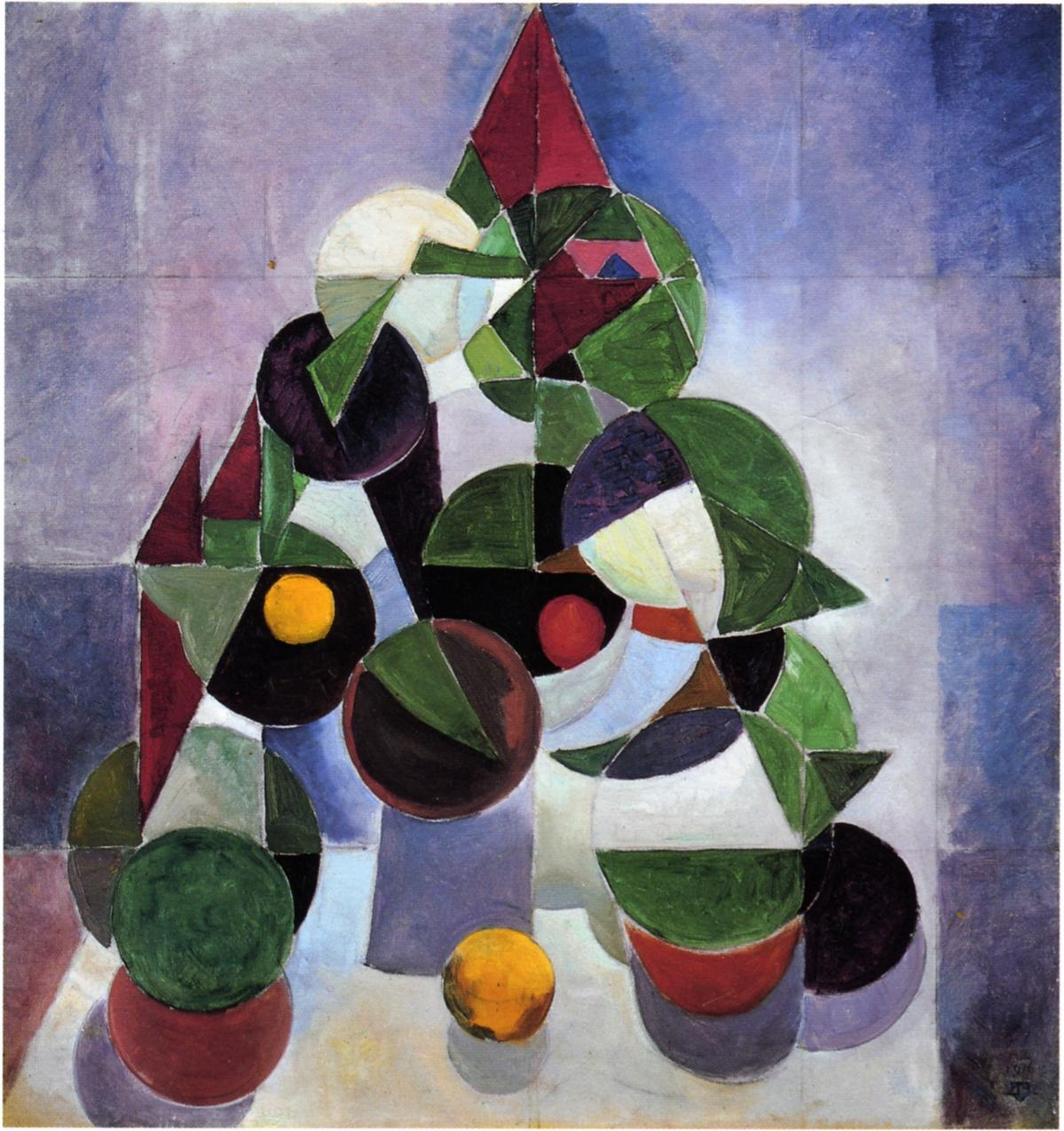
Movimient de De Stijl: Composition I (Still Life), obra de Theo van Doesburg de 1916
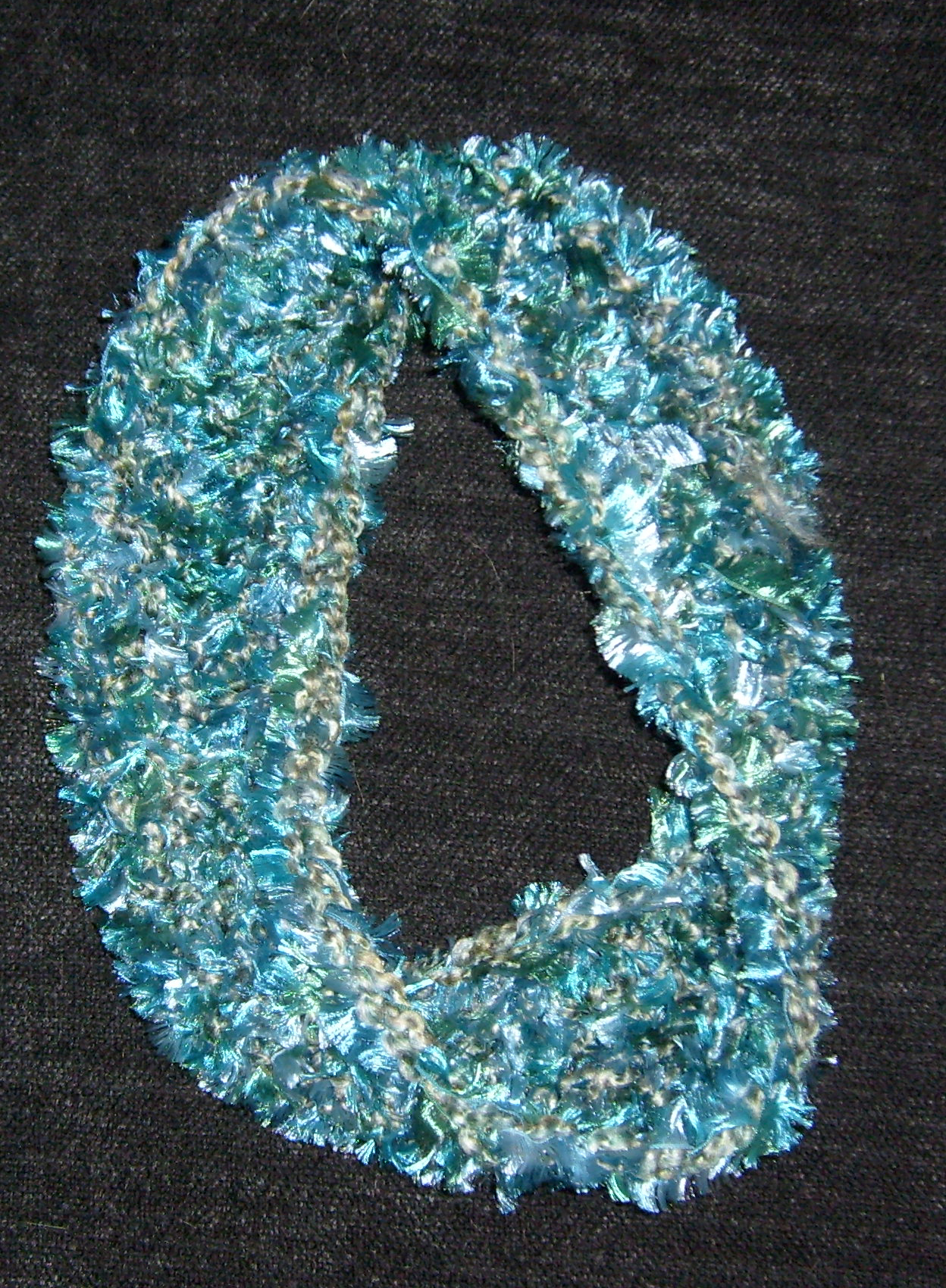
Una banda de Möbius, en forma de bufanda de ganxet, 2007
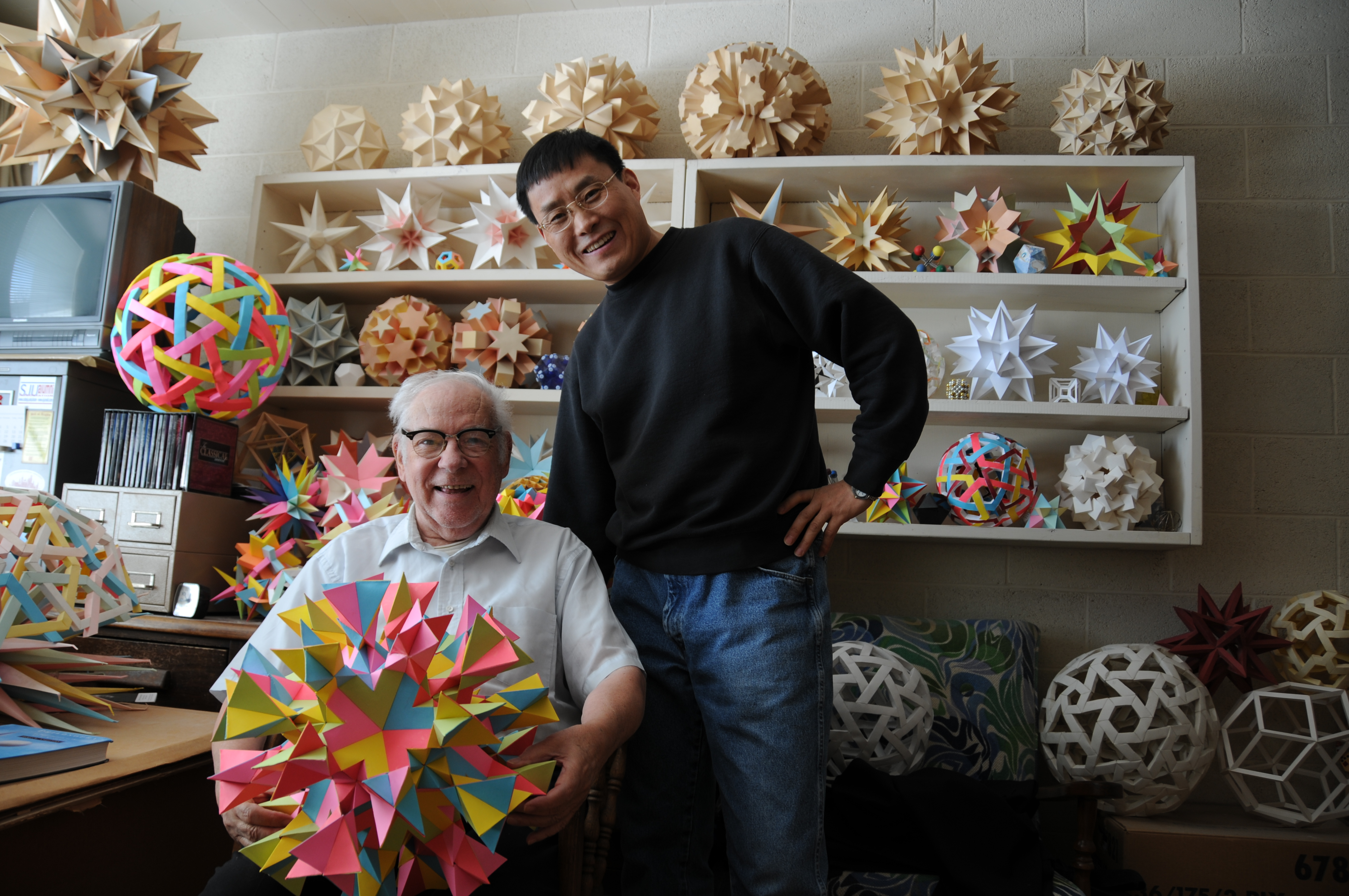
Pedagogia i art: Magnus Wenninger amb alguns dels seus poliedres estelats, 2009

### Il·lustrant matemàtiques
| |  |
| Tríptic Stefaneschi de Giotto (1320), exemple de recursió. A la dreta, detall amb el Cardenal Stefaneschi subjectant el tríptic complet |  |

El modelatge està lluny de ser l'única manera possible d'il·lustrar conceptes matemàtics. El Tríptic Stefaneschi de Giotto (1320), il·lustra la recursión en la forma de mise en abyme. El panell central del tríptic conté en la seva part inferior esquerra la figura agenollada del cardenal Stefaneschi, sostenint el tríptic complet com a ofrena. Les pintures metafísiques de Giorgio de Chirico, com el seu "Gran Interior metafísic" de 1917, exploren la qüestió dels nivells de representació en l'art mitjançant la inclusió de pintures dins de les seves pintures.
L'art pot exemplificar paradoxes lògiques, com algunes pintures del surrealista René Magritte, que es poden llegir com a bromes de semiòtica sobre la confusió entre nivells de significat. En La condition humaine (1933), Magritte representa un cavallet (sobre el llenç real), en el qual apareix una vista a través d'una finestra que està emmarcada per cortines "reals" en la pintura. De manera similar, Print Gallery d'Escher (1956), representa una ciutat distorsionada que conté una galeria en la qual recursivament apareix la pròpia imatge, i així ad infinitum. Magritte va fer ús d'esferes i cuboides per distorsionar la realitat de forma diferent, pintant-les al costat de diferents cases en la seva obra Aritmètica mental de 1931 com si fossin blocs de construcció per a nens, però de la grandària d'una casa. Un article de The Guardian assenyalava que la "imatge misteriosa de la ciutat de joguina" profetitzava la usurpació per part del modernisme de les "tradicionals formes acollidores", però que també jugava amb la tendència humana a buscar patrons en la naturalesa.
El quadre de Salvador Dalí, La cua d'oreneta (1983), va ser part d'una sèrie inspirada en la teoria de les catàstrofes de René Thom. El pintor i escultor espanyol Pablo Palazuelo (1916-2007) es va centrar en la recerca de la forma. Va desenvolupar un estil que va descriure com la geometria de la vida i la geometria de tota la naturalesa, consistent en formes geomètriques simples amb patrons i colors detallats, en obres com a Angular I i Automnes, Palazuelo es va expressar mitjançant transformacions geomètriques.
L'artista Adrian Gray va idear l'equilibri de roques, jugant amb les condicions de fricció i el centre de masses per crear composicions sorprenents i aparentment impossibles.
Els artistes, no obstant això, no necessàriament assumeixen literalment les propietats de la geometria com a ciència. Com Douglas Hofstadter va escriure en la seva reflexió de 1980 sobre el pensament humà, Gödel, Escher, Bach: un Etern i Gràcil Bucle, a través de (entre altres coses) les matemàtiques de l'art: "La diferència entre un dibuix d'Escher i la geometria no euclidiana és que en aquesta última, es poden trobar interpretacions comprensibles per als termes indefinits, la qual cosa resulta en un sistema total comprensible, mentre que per al primer, el resultat final no es pot reconciliar amb la pròpia concepció del món, sense importar quant es miri a les imatges". Hofstadter discuteix l'aparentment paradoxal litografia "Print Gallery" obra de M. C. Escher, que representa una ciutat costanera que al seu torn conté una galeria d'art que sembla contenir una pintura de la ciutat costanera, amb un "bucle estrany o jerarquia entramada" entre els diferents nivells de realitat de la imatge. El propi artista, observa Hofstadter, no es veu; la seva realitat i la seva relació amb la litografia no són paradoxals. El buit central de la imatge també ha atret l'interès dels matemàtics Bart de Smit i Hendrik Lenstra, els qui proposen que podria contenir una còpia de si mateixa, rotada i encongida mitjançant l'efecte Droste; aquesta seria una il·lustració més de la recursió més enllà de l'assenyalat per Hofstadter.

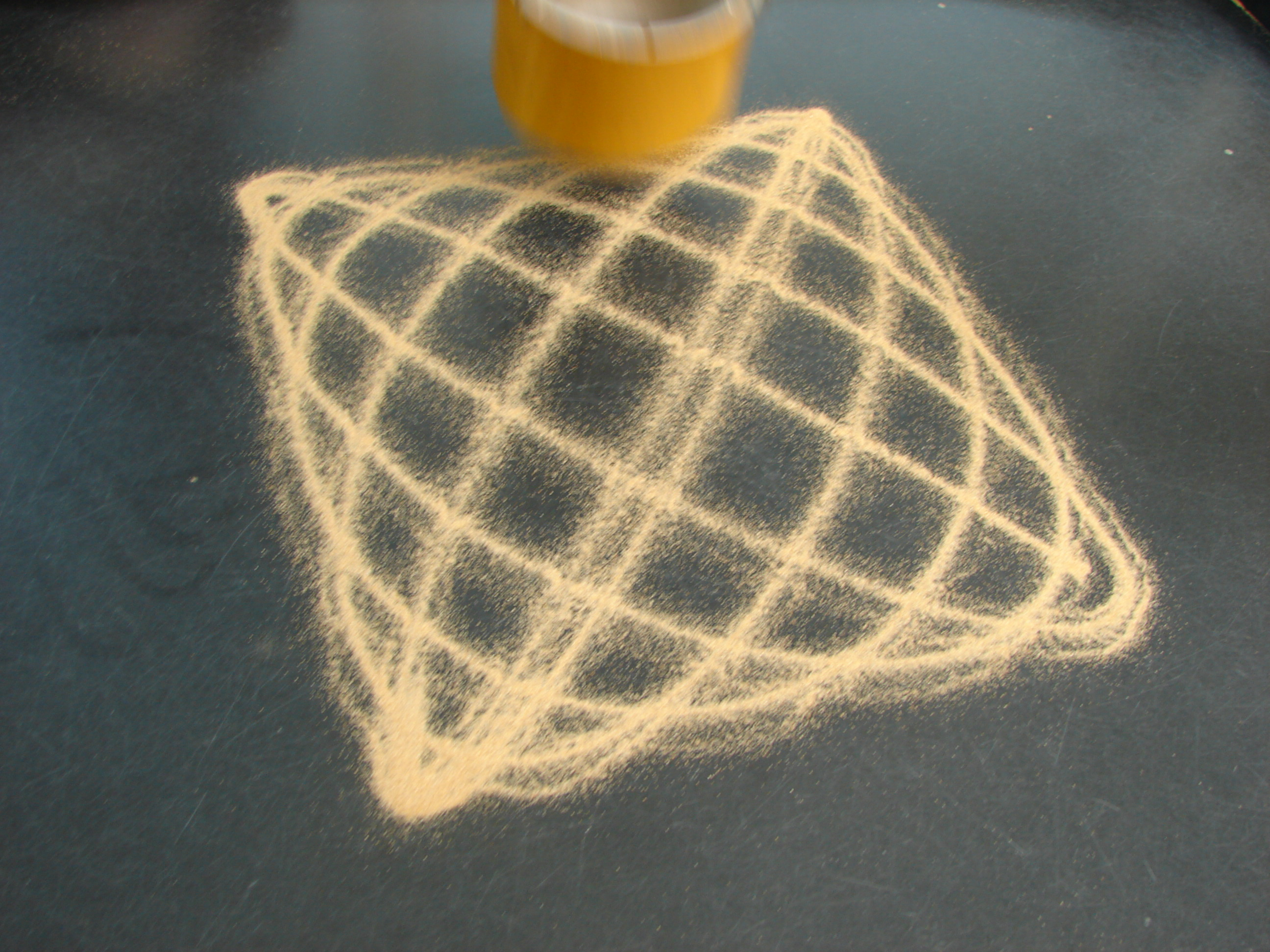
Max Ernst va experimentar amb corbes de Lissajous en la dècada de 1940

### Anàlisi de la història de l'art
L'anàlisi algorítmica d'imatges d'obres d'art, per exemple, utilitzant fluorescència de rajos X, pot revelar informació sobre l'art. Tals tècniques poden descobrir imatges en capes de pintura cobertes més tard per un artista; ajudar als historiadors de l'art a visualitzar una obra d'art abans que s'esquerdi o s'esvaeixi; ajudar a diferenciar una còpia d'un original, o distingir l'estil de traç de pinzell d'un mestre del dels seus aprenents.
L'estil denominat dripping ("degoteig") ideat per Jackson Pollock posseeix una dimensió fractal definida; entre els artistes que poden haver influït en el caos controlat de Pollock, Max Ernst va pintar corbes de Lissajous directament fent balancejar-se una galleda de pintura foradat penjat sobre un llenç.
El científic informàtic Neil Dodgson va investigar si les pintures de ratlles de Bridget Riley podien caracteritzar-se matemàticament, concloent que si bé la distància de separació podia "proporcionar certa caracterització" i el concepte d'entropia global funcionava en algunes pintures, la correlació obtinguda no era concloent, perquè els seus patrons eren irregulars. L'anàlisi de l'entropia local va funcionar millor, i es va correlacionar bé amb la descripció del crític d'art Robert Kudielka.
La mesura estètica del matemàtic nord-americà George David Birkhoff, publicada en 1933, proposa una mètrica quantitativa de la qualitat estètica d'una obra d'art. No intenta mesurar les connotacions d'una obra, com el significat d'una pintura, sinó que es limita als "elements d'ordre" d'una figura poligonal. Per a això, combina (com a suma) cinc d'aquests paràmetres: si existeix un eix vertical de simetria; si hi ha equilibri òptic; quantes simetries rotacionals té; com és el fons de la figura; i si hi ha característiques insatisfactòries, com tenir dos vèrtexs massa junts. Aquesta mètrica, O, presa un valor entre −3 i 7. La segona mètrica, C, té en compte els elements de la figura, que per a un polígon és el nombre de diferents línies rectes que contenen almenys un dels seus costats. A continuació, defineix la seva mesura estètica de la bellesa d'un objecte com "O/C". Això es pot interpretar com un equilibri entre el plaer de veure l'objecte donat i la quantitat d'esforç necessari per assimilar-ho. La proposta de Birkhoff ha estat criticada de diverses maneres, no només per tractar de reduir la bellesa a una fórmula, encara que sempre va negar haver-ho fet.

### Els estímuls a la recerca matemàtica

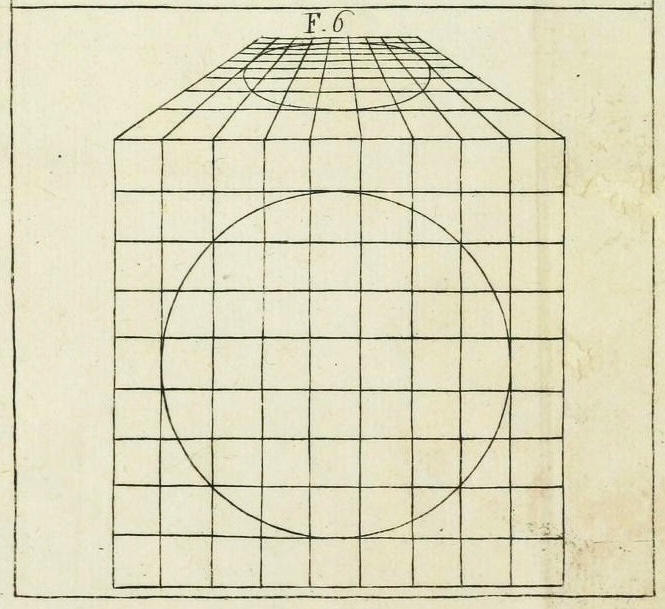
Origen remot de la geometria projectiva: diagrama d'Alberti mostrant un cercle en perspectiva vist com una el·lipse. Della Pittura, 1435–6

L'art de vegades ha estimulat el desenvolupament de les matemàtiques, com quan la teoria de Brunelleschi sobre l'arquitectura i la pintura va suposar l'inici d'un cicle de recerca que va conduir al treball de Brook Taylor i Johann Heinrich Lambert sobre els fonaments matemàtics del dibuix en perspectiva, i, en última instància, a les matemàtiques de la geometria projectiva de Girard Desargues i Jean-Victor Poncelet.
L'art japonès de plegat de paper, l'origami, ha estat revisat matemàticament per Tomoko Fuse. Partint de peces de paper congruents, com a quadrats, analitza les operacions necessàries per convertir-les en poliedres o tessel·les. Aquesta tècnica va ser utilitzada en 1893 per T. Sundara Rao en els seus "Exercicis geomètrics de plegat de paper" per determinades demostracions geomètriques. Les matemàtiques de l'origami han estat explorades en el teorema de Maekawa, el teorema de Kawasaki, i en els axiomes de Huzita–Hatori.

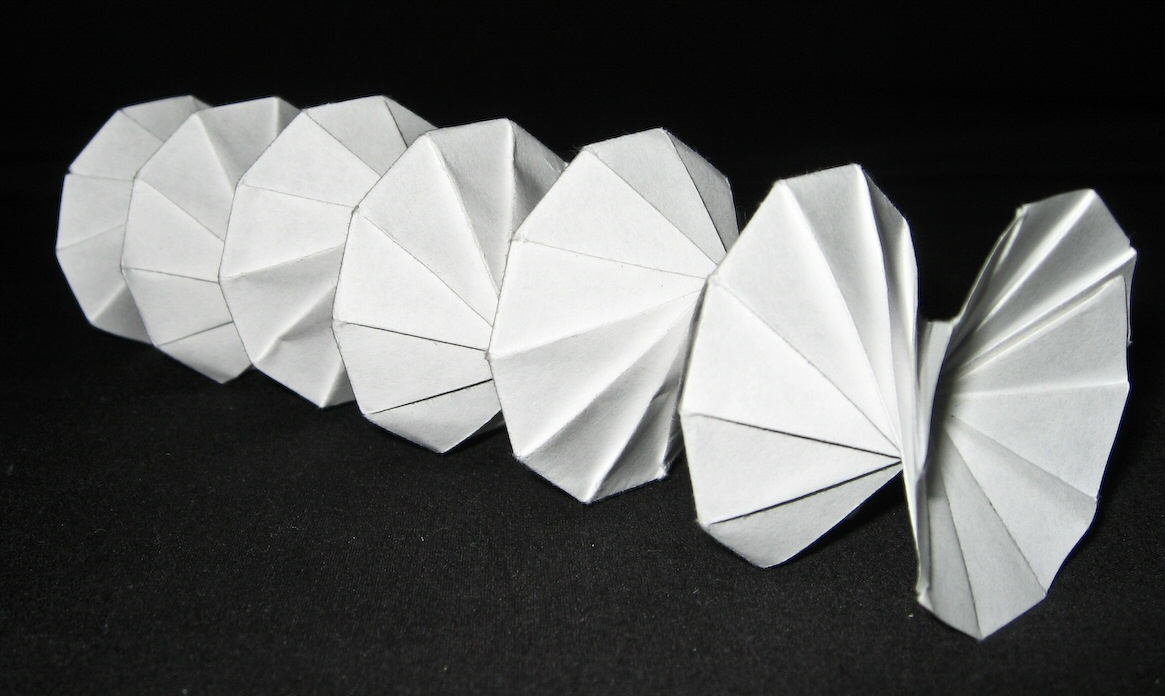
Origami matemàtic: Moll en Acció, per Jeff Beynon, construït amb un únic rectangle de paper.

### Il·lusions òptiques i Op-art

Il·lusió de l'espiral de Fraser, nomenat així per Sir James Fraser, que el va descobrir en 1908

Les il·lusions òptiques com l'espiral de Fraser demostren sorprenentment les limitacions en la percepció visual humana, creant el que l'historiador de l'art Ernst Gombrich va cridar un "truc desconcertante". Les línies en blanc i negre que semblen formar espirals són de fet concèntriques. L'estil de les pintures i els gràfics del moviment Op-art de mitjans del segle xx va aprofitar tals efectes per crear la impressió de moviment i patrons de vibració o centellejos, propis del treball d'artistes com Bridget Riley, Spyros Horemis, i Victor Vasarely.

### Geometria sagrada
Un corrent de l'art des de l'antiga Grècia d'ara endavant veu a Déu com el geòmetra del món, i la geometria del món, per tant, com a sagrada. La creença que Déu va crear l'univers d'acord amb un pla geomètric té orígens antics. Plutarc va atribuir la creença a Plató, escrivint que "Plató va dir que Déu geometriza contínuament" (Convivialium disputationum, liber 8,2). Aquesta imatge ha influït en el pensament occidental des de llavors. El concepte platònic va derivar al seu torn d'una noció d'harmonia pitagòrica en la música, on les notes estaven espaiades en proporcions perfectes, corresponents a les longituds de les cordes de la lira; de fet, els pitagòrics sostenien que tot estava organitzat pel Nombre. De la mateixa manera, en el pensament platònic, els sòlids platònics (els cinc poliedres regulars convexos) dicten les proporcions oposades en la naturalesa i en l'art. Una il·lustració d'un manuscrit medieval pot referir-se a un vers de l'Antic Testament: "Quan va establir els cels, jo estava allí: quan va establir un compàs sobre la faç del profund" (Proverbis 8.27), que mostra a Déu dibuixant l'univers amb un parell de compassos.

En 1596, l'astrònom i matemàtic Johannes Kepler va modelar l'univers com un conjunt de sòlids platònics niats, determinant les grandàries relatives de les òrbites dels planetes. Dues pintures de William Blake, Ancient of Days i Isaac Newton, intenten representar el contrast entre el món espiritual matemàticament perfecte i el món físic imperfecte. Salvador Dalí, per la seva banda, en la seva obra de 1954 Crucifixió, visualitza la creu com un hipercub, que representa la perspectiva divina amb quatre dimensions en lloc de les tres habituals. En una altra de les seves obres, L'Últim Sopar (1955), Crist i els seus deixebles estan representats a l'interior d'un gran dodecàedre gegant

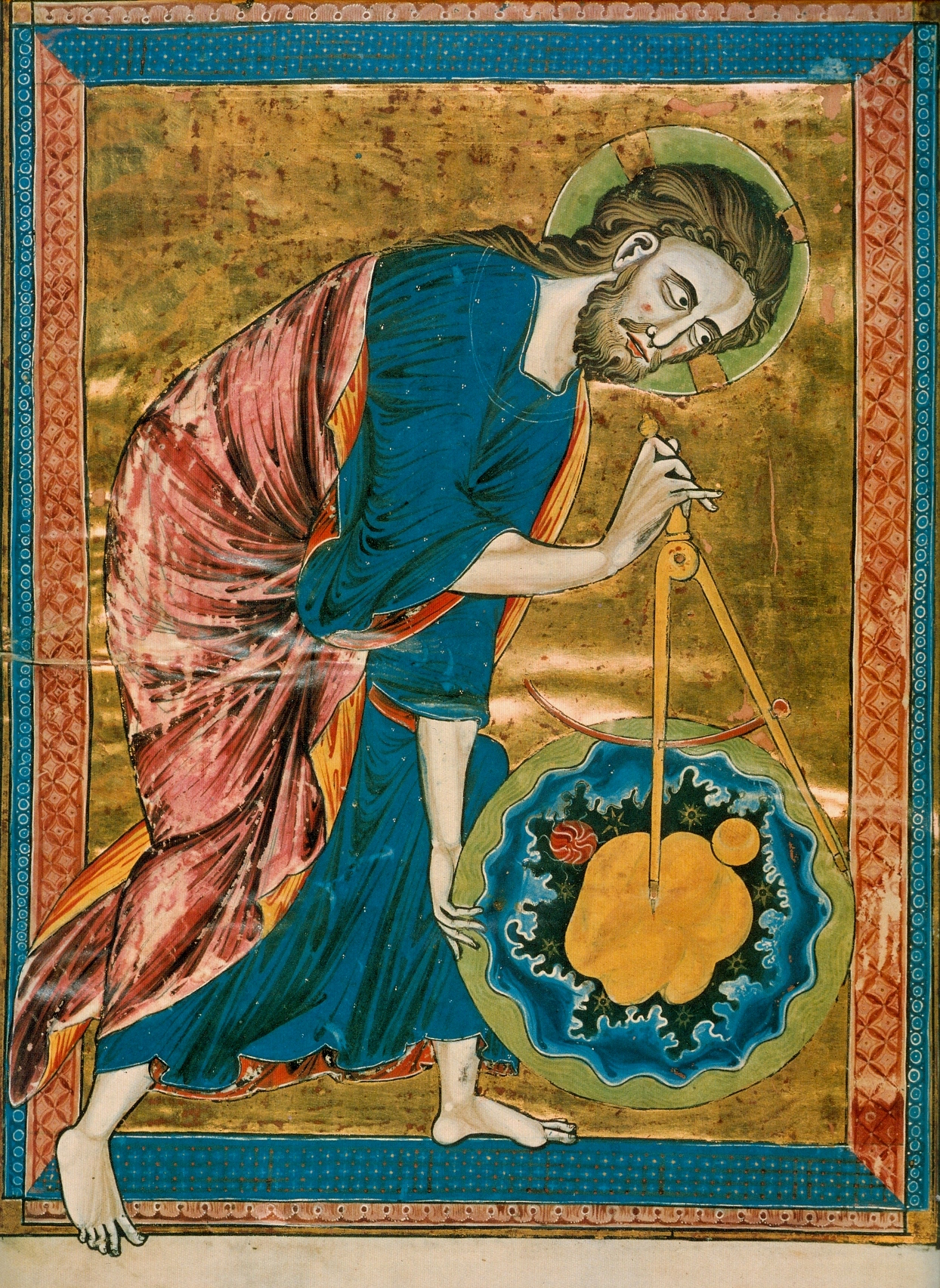
Déu el geomètra. Codex Vindobonensis, c. 1220
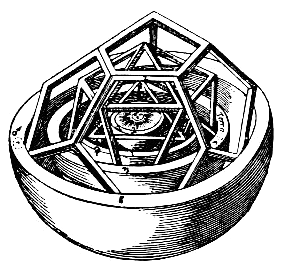
Sòlids platònics encaixats, model dels planetes en el sistema solar inclòs en el Mysterium Cosmographicum de Johannes Kepler, 1596
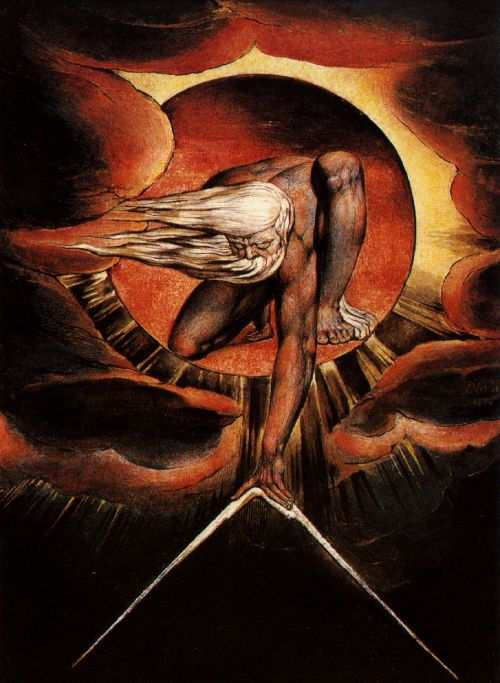
The Ancient of Days, obra de William Blake, 1794
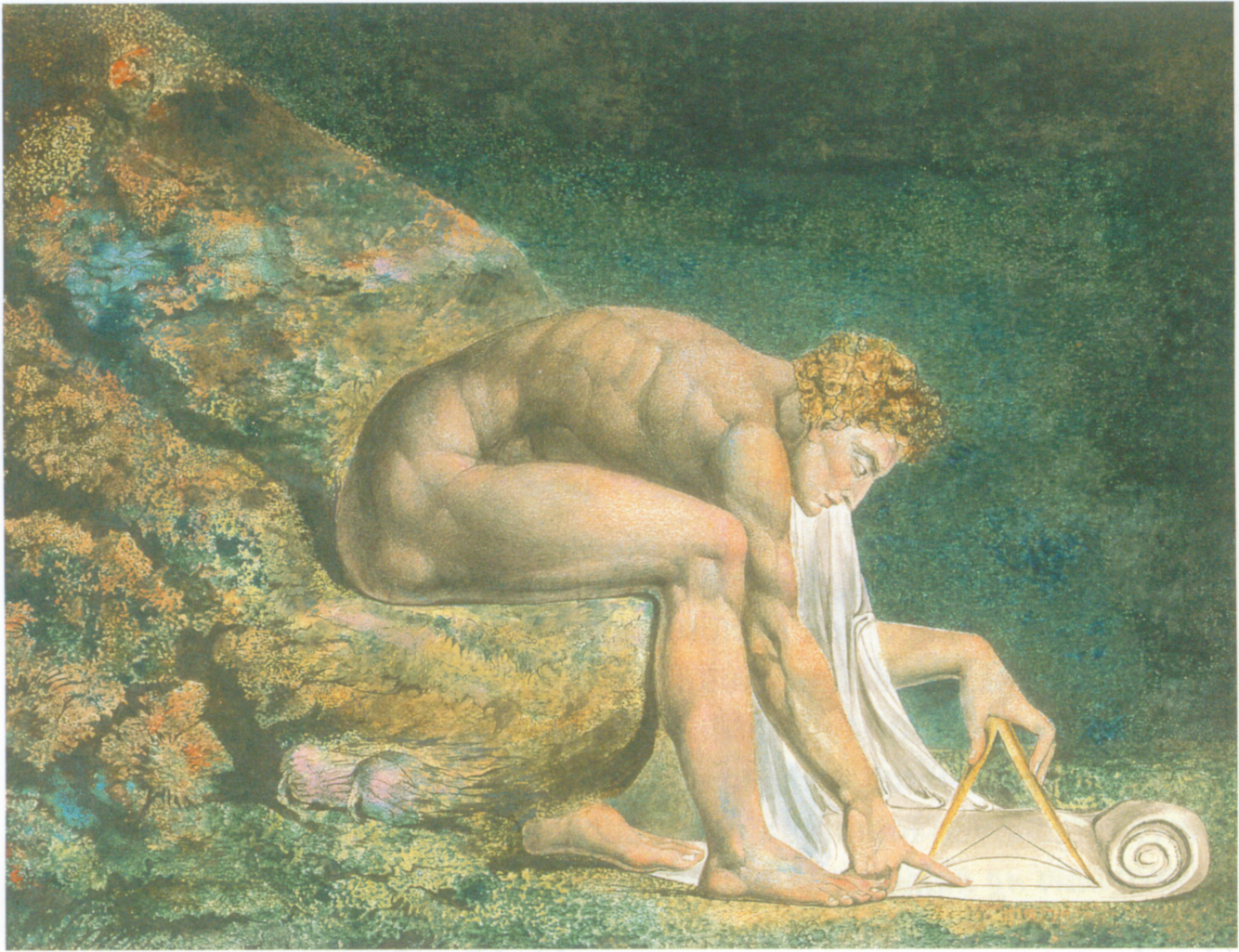
Newton, en el lloc de Déu com a geòmetra, c. 1800
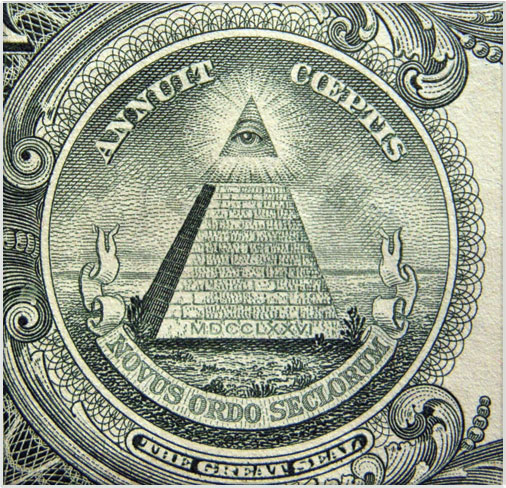
Associació de Déu amb una forma triangular (revers d'un bitllet de 1 dòlar)
Símbols masònics. Déu com el suprem arquitecte